# François Bayrou
« Bayrou » redirige ici. Pour les autres significations, voir Bayrou (homonymie).
François Bayrou (prononcé [fʁɑ̃swa bajʁu]  ), né le 25 mai 1951 à Bordères (Basses-Pyrénées, aujourd'hui Pyrénées-Atlantiques), est un homme d'État français, Premier ministre depuis le 13 décembre 2024.
Professeur agrégé de lettres classiques, il s'engage en politique aux côtés de Jean Lecanuet et obtient son premier mandat électif en 1982 en devenant conseiller général. Par la suite, il est élu député des Pyrénées-Atlantiques (1986), président du conseil général (1992), député européen (1999) puis maire de Pau (2014).
Entre 1993 et 1997, sous trois gouvernements de droite (Balladur, Juppé I et Juppé II), il est ministre de l'Éducation nationale.
Il préside le Centre des démocrates sociaux (CDS) de 1994 à 1995, Force démocrate (FD) de 1995 à 1998, l'Union pour la démocratie française (UDF) de 1998 à 2007 et le Mouvement démocrate (MoDem) – dont il est le fondateur – depuis 2007. Il s'ancre progressivement au centre alors qu'il était traditionnellement classé au centre droit.
À trois reprises, il se présente à une élection présidentielle. Il arrive en quatrième position en 2002 avec 6,8 % des suffrages exprimés, troisième en 2007 avec 18,6 % et cinquième en 2012 avec 9,1 % des voix. En 2017, il renonce à se présenter au profit d'un soutien à Emmanuel Macron.
Devenu président de la République, celui-ci nomme François Bayrou ministre de la Justice dans le premier gouvernement d'Édouard Philippe. Mais, cité dans l'affaire des assistants parlementaires du MoDem au Parlement européen, il n'est pas reconduit un mois plus tard.
Emmanuel Macron le nomme haut-commissaire au plan en 2020, puis Premier ministre quatre ans plus tard dans un contexte de crise politique, à la suite des élections législatives anticipées de 2024 et du renversement de Michel Barnier. Comme son prédécesseur, François Bayrou forme un gouvernement minoritaire (EPR-LR).

## Famille, études et vie privée

### Origines
François René Jean Lucien Bayrou naît le 25 mai 1951 à Bordères (Basses-Pyrénées), dans une famille d'agriculteurs,. Il a une sœur, Lucienne, épouse Marot, ophtalmologue à Pau, d'un an sa cadette,.
Son père, Calixte (1909-1974), est maire de Bordères de 1947 à 1953,,. Lors des élections cantonales de 1949 dans le canton de Nay-Est, il est battu après s'être présenté sous l'étiquette du MRP, parti démocrate-chrétien qui lui a retiré son soutien. François Bayrou confiera : « Si papa avait su que son fils qui n’était pas encore né deviendrait président du même parti qui l’a rejeté… ».
Sa mère, Emma, née Sarthou (1918-2009), est originaire de Serres-Morlaàs. François Bayrou indique : « Ma mère aimait la politique politicienne, mon père les grands problèmes du monde et les discours politiques qu’il écoutait à la radio. Peut-être que je tiens un peu des deux. ».
Son grand-oncle paternel Lucien Bayrou (1883-1949) est considéré comme le premier intellectuel de la famille : professeur, il se présente sous les couleurs de l’Action française aux élections législatives de 1936.
D'ascendance béarnaise, François Bayrou parle couramment le béarnais et milite pour la sauvegarde des langues régionales.

### Enfance et formation
Vers sept-huit ans, François Bayrou est atteint de bégaiement, un trouble qu'il apprendra à maîtriser au fil des années, notamment grâce à des cours d'arts dramatiques,,.
Après des études à l'école primaire de Bordères, il obtient en 1968 un baccalauréat en lettres classiques (français, latin, grec) au lycée public de Nay-Bourdettes.
Il poursuit ses études en classes préparatoires littéraires (hypokhâgne et khâgne) au lycée Michel de Montaigne à Bordeaux, puis à l'université Bordeaux-III, où il rédige en 1972 un mémoire de maîtrise consacré au Mystère de la charité de Jeanne d'Arc de Charles Péguy,,. Il obtient en 1974 l'agrégation de lettres classiques et enseigne ensuite à Pau jusqu'en 1979.
Quelques jours avant son agrégation, son père se tue en tombant d'une charrette de foin. François Bayrou aide alors sa mère à la ferme familiale pendant dix ans en parallèle avec sa carrière d'enseignant. Il quitte le milieu de l'enseignement en 1984.

### Vie privée
En 1971, il épouse Élisabeth Perlant dite « Babeth », professeure de lettres et enseignante de catéchisme,,. Le couple a six enfants :
- Hélène (1972)[19], professeure en classe préparatoire littéraire[19] ;
- Marie (1973)[19], diplômée de l'École polytechnique (promotion 1994)[20] ; elle épouse Jean-Laurent Donato, de la même promotion de l'École polytechnique[21] et diplômé de l'École nationale supérieure des mines de Paris (promotion 1996)[22],[23] ;
- Dominique (1977)[19], médecin[23] à Saint-Jean-de-Luz[24] ;
- Calixte (1982)[19], vétérinaire[23] et enseignant-chercheur à la faculté de médecine vétérinaire de l'université de Liège en Belgique[25],[26] ;
- Agnès (1986)[19], professeure et docteure en sciences politiques[23] ;
- André (1988)[19], ancien élève de l'École normale supérieure, agrégé de lettres classiques et docteur en littérature française[23].

Depuis son enfance, François Bayrou est catholique pratiquant. Dans son adolescence, il regrette la messe en latin. Avec son épouse, il fréquente depuis ses origines la communauté des Béatitudes installée à Nay. Ses six enfants reçoivent une éducation chrétienne et sont scolarisés dans l'institution Notre-Dame de Bétharram, où sa femme enseigne un temps le catéchisme,,.
Il vit entre Paris, où il habite dans un deux-pièces, et Bordères, son village natal où il élève des purs-sangs.

## Parcours politique

### Débuts et ascension (1974-1993)
François Bayrou ne participe pas à Mai 68. À l'université, tout en étant abonné à l'Action française, il est proche des mouvements non-violents, notamment de la communauté de Lanza del Vasto, et dit s'inspirer de Gandhi,,. Malgré ses convictions religieuses, il ne rejoint pas la Jeunesse étudiante chrétienne. À partir du début des années 1970, il est membre de l’Amitié Charles Péguy, qu'il cite comme son intellectuel de référence.

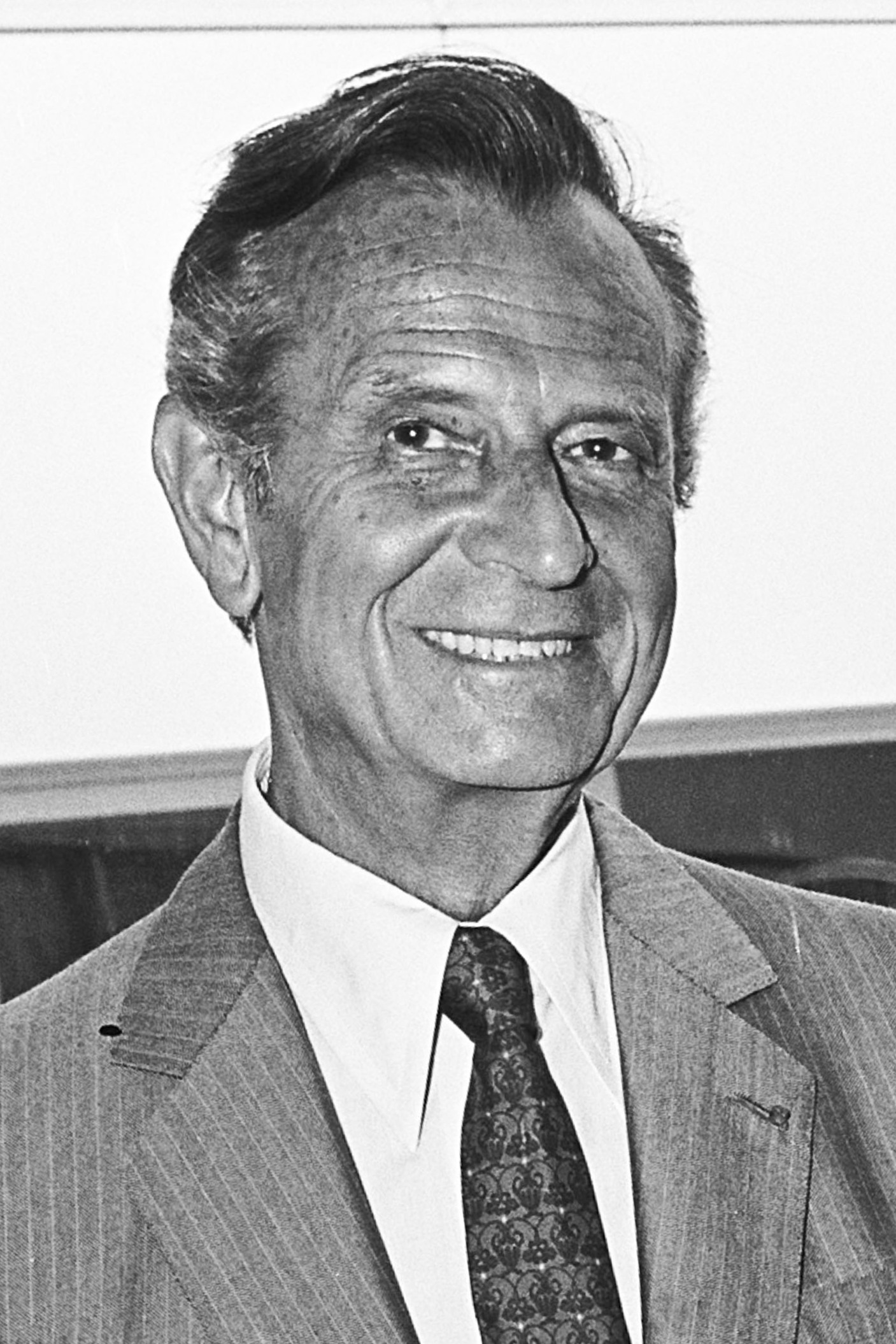
Jean Lecanuet.

Il entre en politique en 1974, après son agrégation de lettres classiques, rejoignant le Centre démocrate (CD) de Jean Lecanuet, candidat à l’élection présidentielle de 1965 face au général de Gaulle,,,. Le parti devient en 1976 le Centre des démocrates sociaux (CDS), et François Bayrou est considéré comme le « scribe » de Lecanuet.
De 1979 à 1981, il est détaché au cabinet de Pierre Méhaignerie, ministre de l'Agriculture du troisième gouvernement Raymond Barre, où il est chargé de mission et vu comme étant sa « plume »,.
En 1980, il devient secrétaire national du CDS et le rédacteur en chef de Démocratie moderne, le journal du mouvement,.
Il est chargé de mission au cabinet d'Alain Poher, président du Sénat, en 1981 et 1982.
Remis à disposition de l'Éducation nationale après l'élection du socialiste François Mitterrand, il est affecté en février 1982 au collège Léon-Bérard à Saint-Palais (Pyrénées-Atlantiques) où il n'enseignera pas, aucun poste ne lui ayant été proposé. En mars, il est élu conseiller général des Pyrénées-Atlantiques, un mandat qu'il conservera pendant vingt-six ans.
En 1984, il est nommé conseiller du président du Parlement européen, Pierre Pflimlin ; il le reste jusqu'à son élection à l'Assemblée nationale, deux ans plus tard.
Aux élections législatives de 1986, il est élu député des Pyrénées-Atlantiques avec le soutien de l'UDF, l'emportant à la proportionnelle sur une liste d'union avec les néo-gaullistes du RPR, aux côtés de Jean Gougy et de Michèle Alliot-Marie. Lors de la cohabitation qui s'ensuit, il est nommé président du groupe permanent de lutte contre l'illettrisme par Philippe Séguin, ministre des Affaires sociales et de l'Emploi. Après le retour à un scrutin majoritaire uninominal en 1988, il est, à partir de cette date et jusqu'en 2012, sans cesse élu dans la 2e circonscription des Pyrénées-Atlantiques. En 1989, il perd les élections municipales à Pau face à André Labarrère, sa liste obtenant 48 % des voix au second tour.
À la suite de ce scrutin et en prévision des élections européennes, il fait partie d'un groupe de douze trentenaires ou quadragénaires, figures montantes du centre et de la droite, demandant un renouvellement de l'appareil politique au RPR et à l'UDF, critiquant fortement les figures historiques de ces deux mouvements qu'ils considèrent comme vieillissantes (Jacques Chirac, Valéry Giscard d'Estaing, Raymond Barre) et appelant à la formation d'un nouveau grand parti unique de droite. Surnommés les « rénovateurs », ils occupent alors le devant de la scène médiatique durant le printemps de l'année 1989. Avec Bernard Bosson et Dominique Baudis, ainsi que la direction du Centre des démocrates sociaux (CDS), François Bayrou décide également de soutenir aux élections européennes la liste dissidente « Le Centre pour l'Europe », emmenée par Simone Veil, contre celle d'union RPR-UDF, conduite par l'ancien président de la République Valéry Giscard d'Estaing.
Des divergences idéologiques, en particulier sur le projet européen et sur leur intégration progressive dans les équipes dirigeantes de leurs partis respectifs, mettent rapidement un terme à l'expérience des rénovateurs, et François Bayrou ne rejoint pas les « néo-rénovateurs » en 1990. Alors hostile à l'idée d'une « troisième force » du fait du scrutin majoritaire à deux tours, François Bayrou s'est opposé à la constitution de la liste dissidente de Simone Veil aux européennes, tout comme à la formation du groupe UDC par les députés du CDS à la suite des législatives de 1988. Il est alors critiqué par de nombreux dirigeants du CDS, pour qui le parti est noyé dans la vaste UDF : qualifié de giscardien par ces derniers, il n'est plus convié à prendre la parole lors des congrès démocrates-sociaux. En 1991, il est choisi par Valéry Giscard d'Estaing pour être secrétaire général de l'UDF.

### Ministre de l'Éducation nationale (1993-1997)
Le 30 mars 1993, François Bayrou est nommé ministre de l'Éducation nationale dans le gouvernement de cohabitation d'Édouard Balladur. Il propose une réforme de la loi Falloux visant à déplafonner la possibilité pour les collectivités locales de subventionner les investissements des établissements d’enseignement privé. Le 13 janvier 1994, le Conseil constitutionnel prive la loi de son article 2, la vidant d'une partie de son contenu. Le 16 janvier suivant, quelque 600 000 personnes manifestent contre ce projet, pour défendre l'école laïque. Face à une vague de manifestations, il défend aussi le contrat d'insertion professionnelle, appelé aussi « Smic jeunes », finalement abandonné au lendemain de l'émission télévisée Demain les jeunes.

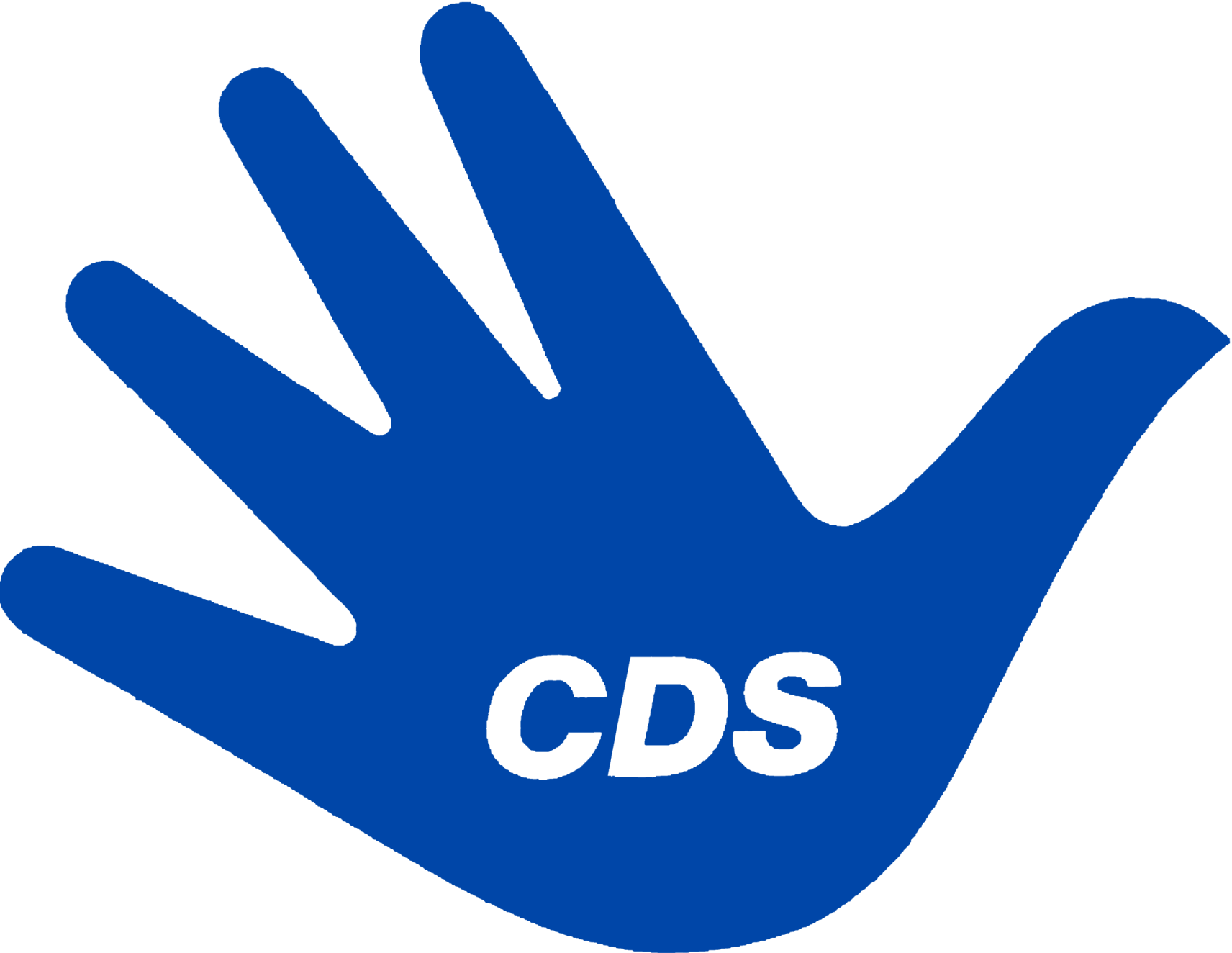
Logo du Centre des démocrates sociaux (CDS), composante de l'UDF dont François Bayrou est président.

Le 10 décembre 1994, alors que son ouvrage Henri IV, le Roi libre a été un succès de librairie, il est élu président du CDS, dont il était jusqu'alors vice-président, succédant à Pierre Méhaignerie. À cette occasion, il déclare à la tribune du congrès « Comme s'il n'y avait que la génétique qui permettait d'entrer dans cette famille-là ! », alors que se trouvent au premier rang de l'assistance les fils de Pierre Baudis (Dominique Baudis), de Charles Bosson (Bernard Bosson), de Noël Barrot (Jacques Barrot) et d'Alexis Méhaignerie (Pierre Méhaignerie). Il continue à avoir de solides inimitiés au sein de son parti.
Quelques mois avant l'élection présidentielle de 1995, il rencontre secrètement le commissaire européen Jacques Delors, pressenti pour être le candidat socialiste (tendance sociale-démocrate) et pour lequel il éprouve beaucoup de sympathie : cette entrevue intervient alors que François Bayrou vient d'être élu à la présidence du CDS, composé de militants acquis à la cause du Premier ministre Édouard Balladur, également pressenti pour se présenter ; finalement, Bayrou ne promet pas à Jacques Delors un soutien dès le premier tour, ce qui joue dans la décision de ce dernier de ne pas se présenter à l’élection. Il soutient donc Édouard Balladur, faisant partie de son comité politique aux côtés de Charles Pasqua, Nicolas Sarkozy et François Léotard.
Malgré son appui à la candidature présidentielle du Premier ministre et bien qu'il se soit opposé au projet de référendum sur l'éducation proposé par le candidat victorieux Jacques Chirac, François Bayrou obtient dans le premier gouvernement d'Alain Juppé un portefeuille élargi à l'Enseignement supérieur, à la Recherche et à la Formation professionnelle. Il perd la responsabilité de la Formation professionnelle dans le deuxième gouvernement Juppé, mais reste à l'Éducation nationale jusqu'à la dissolution de l'Assemblée nationale par Jacques Chirac en 1997. Les élections anticipées qui suivent sont remportées par la gauche plurielle.
Au congrès de Lyon de novembre 1995, il fusionne le CDS avec le Parti social-démocrate (PSD), parti de tradition laïque également adhérent de l'UDF et comptant dans ses membres André Santini notamment, créant ainsi Force démocrate (FD). En 1996, il appuie la candidature d’un homme de sa génération, François Léotard, afin d'éviter une réélection de Valéry Giscard d'Estaing à la présidence de l'UDF.
Durant son ministère, François Bayrou dirige une réflexion approfondie sur la condition des professeurs et des élèves. Il conduit une réforme du collège, réforme les études supérieures (« semestrialisation » des études, semestre d'orientation en première année, création d’universités de professionnalisation technologique), met en place le baccalauréat « filièrisé » (filières S, ES, L, STT, STL et STI) — qui est effectif jusqu'en 2019 — et introduit les langues vivantes à l’école primaire.
L'opinion retient de la présence de François Bayrou à ce ministère — après sa réforme avortée en faveur de l'enseignement privé où il avait été accusé de vouloir « réformer à la hussarde » — sa méthode de réforme prudente et concertée avec les organisations syndicales, ce qui lui a valu des accusations d'immobilisme. Roger Fauroux, qu'il avait chargé de présider une commission sur la réforme de l'école se montre critique, déclarant que François Bayrou gouvernait « avec le sondoscope en bandoulière ».

### Sous la troisième cohabitation (1997-2002)
À la suite des élections législatives de 1997, François Bayrou prend la tête du groupe Union pour la démocratie française à l'Assemblée nationale et renforce FD. Philippe Douste-Blazy le remplace l'année suivante à la présidence du groupe UDF-Alliance.
Après les élections régionales de 1998, Alain Madelin, l’ex ministre, en 1995, de l’économie du gouvernement d’Alain Juppé, et d'autres cadres de Démocratie libérale (DL) approuvent les présidents de région réélus grâce au soutien des élus Front national, alors que François Bayrou rejette toute alliance avec l'extrême droite. Tandis que ce dernier entend remplacer l'UDF giscardienne par un « grand parti de centre-centre droit » hostile à tout rapprochement avec le FN, DL quitte l'UDF.
Dans ce contexte, le 16 septembre 1998, François Bayrou est élu à la présidence de l'UDF, dont la majeure partie des militants libéraux sont partis avec Alain Madelin. Il obtient des composantes de la confédération la mise en place d'une organisation plus unitaire, « la Nouvelle UDF » (carte unique d'adhérent, siège commun), qu’il avait proposée avant son élection à la présidence du parti.

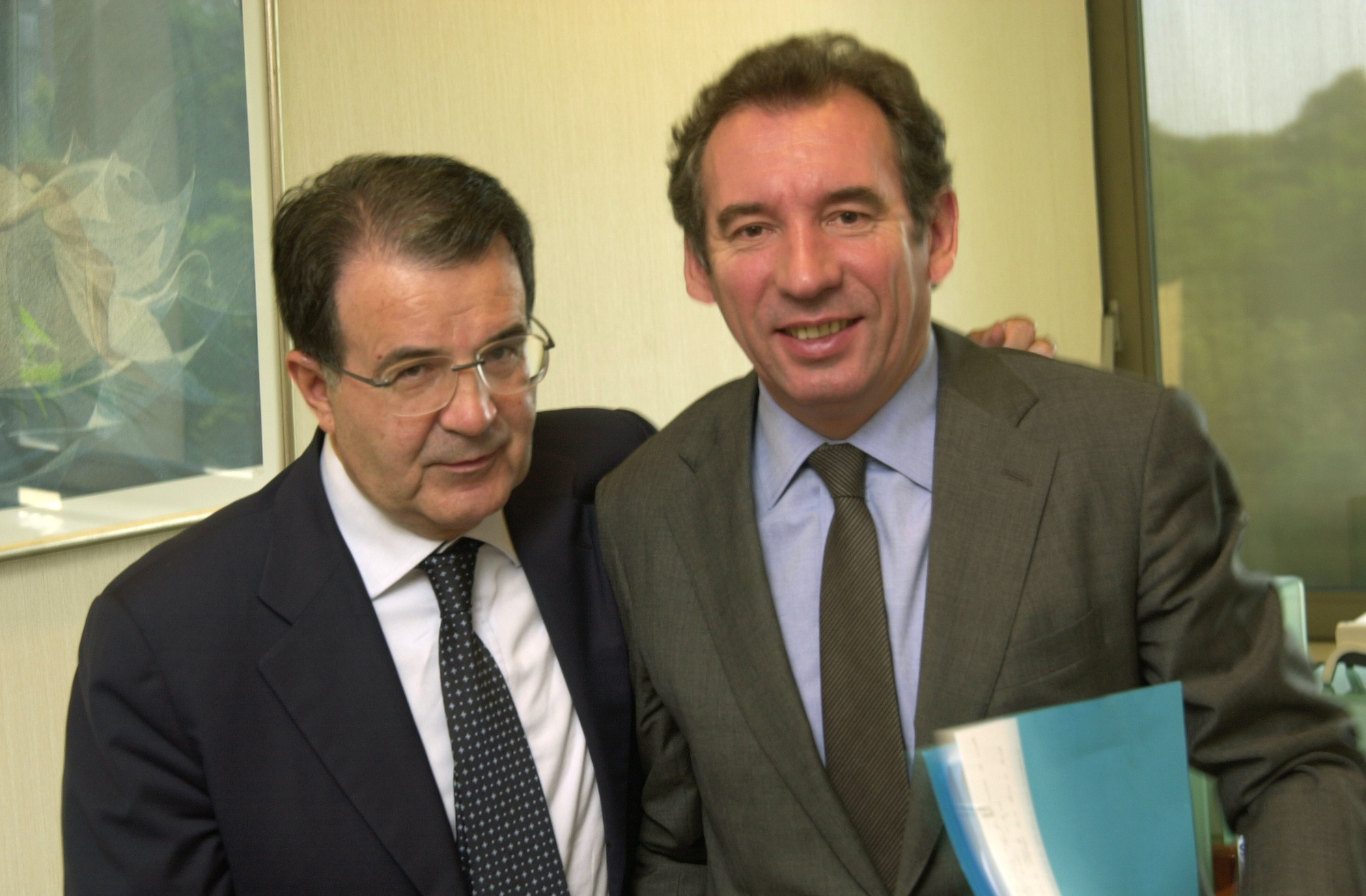
François Bayrou avec Romano Prodi, président de la Commission européenne, en 2001.

Lors des européennes de 1999, François Bayrou conduit la liste UDF qui recueille 9,28 % des voix. Il tient — contrairement à ses concurrents têtes de liste François Hollande et Nicolas Sarkozy — son engagement de siéger à Strasbourg et entre donc au Parlement européen, dont sa seconde de liste Nicole Fontaine obtient la présidence.

### Candidature à l'élection présidentielle de 2002
François Bayrou se présente, en tant que candidat officiel de l'UDF à l'élection présidentielle de 2002. Sa campagne connaît des débuts difficiles, les sondages le créditant longtemps de moins de 5 % d'intentions de vote, alors que plusieurs dirigeants de son propre parti, l'UDF, appellent à voter pour Jacques Chirac dès le premier tour. Lors de la campagne présidentielle, dans le quartier de la Meinau, à Strasbourg, et pendant une altercation avec des jeunes qui avaient insulté la maire de la ville, Fabienne Keller, avec laquelle il se trouvait, il gifle devant les caméras Yacine Ghanem, 11 ans, qui essayait, selon les propos immédiats de Bayrou, de lui faire les poches,. Questionné à ce sujet quelques jours après, il répond que c'est « un geste de père de famille […] sans gravité ».
Il arrive en quatrième position du premier tour de scrutin avec 1 949 170 voix (6,84 % des suffrages exprimés), plus de neuf points derrière le Premier ministre socialiste Lionel Jospin et seulement un point devant la trotskiste Arlette Laguiller. C'est dans son département des Pyrénées-Atlantiques qu'il réalise son meilleur score (13,1 %). Ayant dépassé la barre des 5 % des suffrages exprimés, il obtient le remboursement de ses frais de campagne (7,4 millions d'euros sur 8,8 millions dépensés).
Dans l'entre-deux-tours, il appelle Jacques Chirac, opposé au second tour à Jean-Marie Le Pen, à constituer une large coalition à partir de sa majorité de second tour. Le président sortant tente au contraire, avec Alain Juppé, de fusionner la droite et le centre dans un unique parti, l'Union pour la majorité présidentielle (UMP). La majorité des parlementaires UDF, emmenés par Philippe Douste-Blazy, quittent l'UDF pour l'UMP. Cependant, 30 députés UDF et apparentés sont élus aux élections législatives de juin et constituent un groupe parlementaire pour la XIIe législature (2002-2007). Parmi eux François Bayrou, qui revient à l'Assemblée nationale, est élu dans la 2e circonscription des Pyrénées-Atlantiques et quitte donc le Parlement européen où il est remplacé par Jean-Thomas Nordmann.

### Sous le second mandat présidentiel de Jacques Chirac (2002-2007)
S'affirmant opposé à « l'État-UMP » dès la première question de confiance posée par le gouvernement Jean-Pierre Raffarin, François Bayrou annonce son intention de se prononcer librement sur chacun des actes du gouvernement.

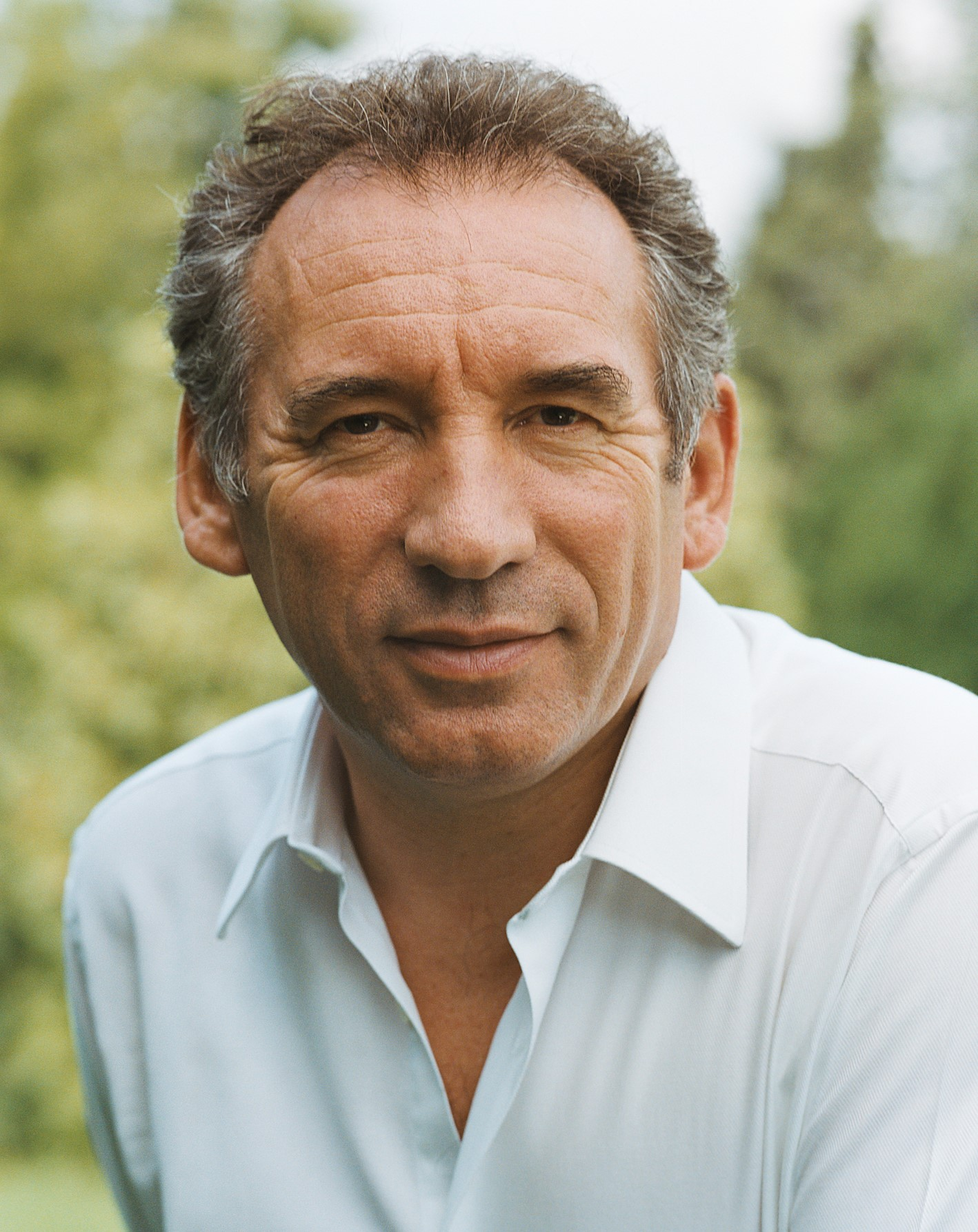
François Bayrou en 2006.

Aux élections régionales de 2004, l'UDF obtient 12 % des voix. En Aquitaine, avec 16,1 % des voix, la liste menée par François Bayrou arrive en troisième position, derrière la liste de gauche du président sortant, Alain Rousset, qui est réélu dans la foulée et celle de l'UMP Xavier Darcos. Devancée dans toutes les régions par l'UMP, les listes UDF fusionnent avec celles de l'UMP au second tour. Aux élections cantonales qui se tiennent en même temps, les candidats UDF obtiennent en moyenne 4,8 % des suffrages au premier tour et le parti perd 269 élus à l'issue du second tour.
Cependant, aux élections européennes de 2004, l'UDF réunit 12 % des voix et gagne deux élus. Le parti quitte alors le groupe parlementaire de droite du PPE-DE, auquel appartient l'UMP, pour rejoindre, avec ses alliés du Parti démocrate européen, le groupe de l'Alliance des démocrates et des libéraux pour l'Europe (ADLE).
En 2005 et 2006, François Bayrou s'oppose de plus en plus à la politique du gouvernement de Dominique de Villepin, sur son contenu et sur ses modalités — en particulier le mépris dans lequel est, selon lui, tenu le Parlement (sur l'adhésion de la Turquie à l'Union européenne, la privatisation des autoroutes, l'instauration par ordonnance du Contrat nouvelles embauches (CNE), etc.). En novembre 2005, situation inédite, la moitié des députés UDF, dont François Bayrou, vote contre le budget, alors que l'UMP avait indiqué qu'une telle décision placerait le parti centriste dans l'opposition.
La ligne politique de François Bayrou est contestée par l'unique ministre UDF du gouvernement, le ministre de l'Éducation nationale Gilles de Robien, favorable à une alliance avec l'UMP. Fin 2005, ce dernier demande que les militants soient appelés à se prononcer. Un congrès est organisé en janvier 2006 à Lyon mais Gilles de Robien renonce à présenter une motion et à s'y rendre, dénonçant un événement aux mains de la direction sortante ; la motion de défense d'une UDF « libre et indépendante » présentée par François Bayrou est alors approuvée à 92 %.
Lorsque le Parti socialiste dépose une motion de censure contre le gouvernement Villepin le 16 mai 2006, dans le cadre de l'affaire Clearstream 2, François Bayrou et dix députés de son groupe (sur trente) votent le texte. Parlant de « déliquescence » et d'« effondrement de l'État », le président de l'UDF déclare que « le nœud de haine » entre chiraquiens et sarkozystes « ne peut pas durer encore un an ». C'est la première motion de censure votée par François Bayrou contre un gouvernement de droite,.
Le président de l’UDF n'écarte pas pour autant de soutenir des membres de l'UMP « au cas par cas » : il apporte par exemple son soutien à la liste du candidat Alain Juppé aux municipales partielles de Bordeaux en août 2006.

### Candidature à l'élection présidentielle de 2007
En juin 2006, lors d'un conseil national statutaire de l'UDF à Issy-les-Moulineaux, François Bayrou jette les grandes lignes de ses ambitions présidentielles en proposant une « révolution civique » et affirme vouloir rassembler des personnalités venant de droite, de gauche et du centre. Le congrès voit Gilles de Robien, partisan d’une alliance avec la droite, être sifflé par des militants dans la salle.
François Bayrou annonce sa candidature à l'élection présidentielle de 2007 le 2 décembre 2006 à Serres-Castet, dans sa circonscription des Pyrénées-Atlantiques. Il est crédité par les instituts de sondage d’environ 8 % d’intentions de vote en décembre, de 10 % mi-janvier 2007, de 12 % fin janvier, de 13 % mi-février, de 19 % fin février, de 22 % dans la première quinzaine de mars. Les sondages le donnent alors au coude-à-coude avec la candidate socialiste, Ségolène Royal ; au second tour, il est donné vainqueur, aussi bientôt face à la candidate du PS que face à Nicolas Sarkozy,,.

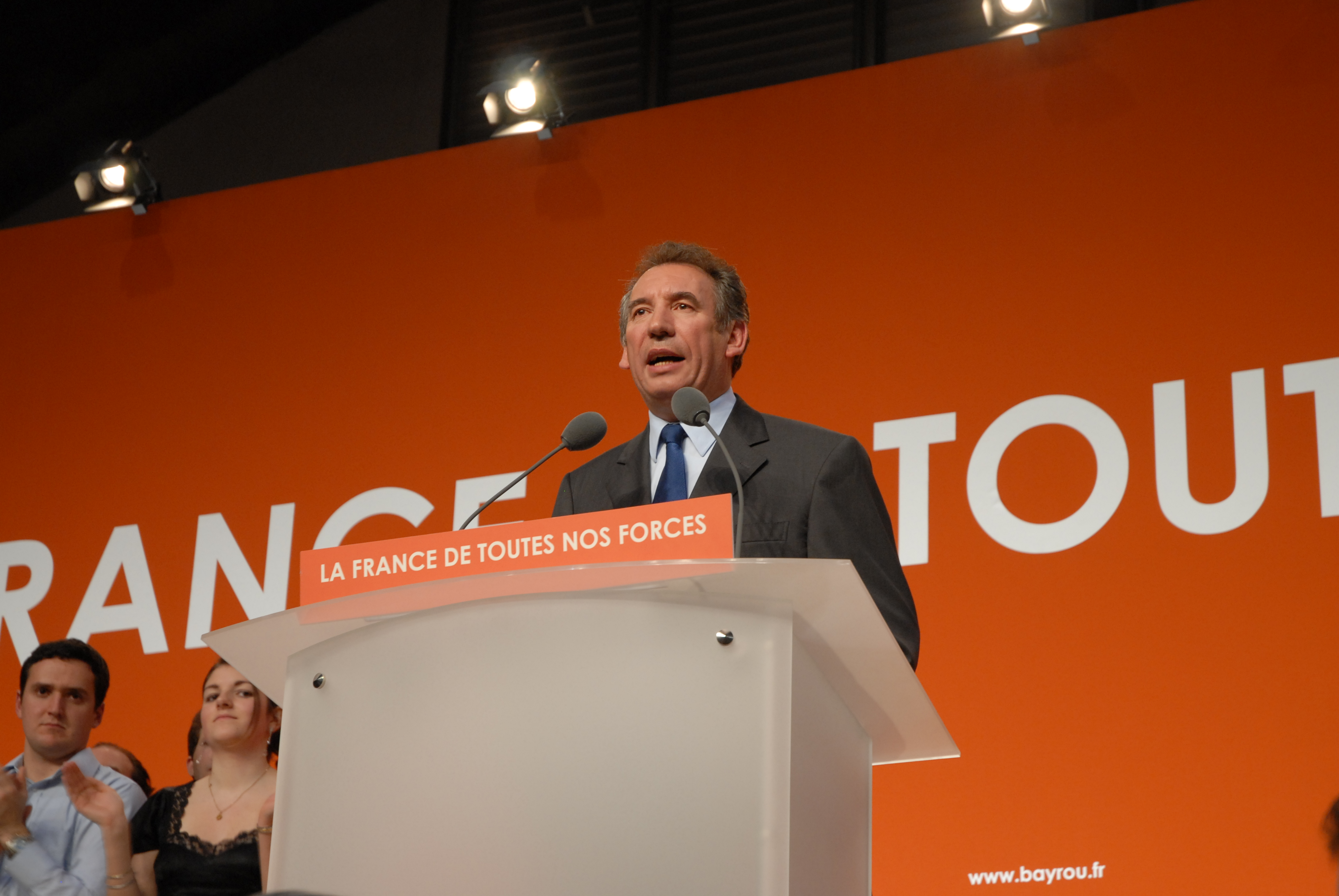
François Bayrou en mars 2007.

Plusieurs candidats potentiels et d’autres personnalités se rallient alors à François Bayrou : Christian Chavrier du Parti fédéraliste, Corinne Lepage du parti écologiste Cap21, Édouard Fillias d'Alternative libérale, Antoine Waechter du Mouvement écologiste indépendant, Nicolas Miguet du Rassemblement des contribuables français, les ministres délégués du gouvernement Villepin Azouz Begag et François Goulard. En mars 2007, François Bayrou publie chez Plon son Projet d'espoir, qui est le livre politique le plus vendu au cours de la période (370 000 exemplaires en deux mois).
Cependant, en mars et avril, Nicolas Sarkozy reçoit le soutien de plusieurs membres ou figures historiquement proches de l'UDF : Valéry Giscard d'Estaing, fondateur du parti en 1978, qui accuse François Bayrou « d'entretenir l'incertitude, de flotter dans le vide entre des politiques évidemment différentes » ; Simone Veil, qui déclare que Bayrou est « le pire de tous » et que sa candidature est « une imposture » ; Gilles de Robien ; André Santini, etc. Le candidat centriste réagit à ces défections en dénonçant une « collection d'élus épuisés ».
Le 13 avril 2007, quelques jours avant le premier tour, Michel Rocard, ancien Premier ministre socialiste, dont des proches ont appelé à voter pour François Bayrou (collectifs « Spartacus » et « les Gracques »), demande une alliance entre l'UDF, le PS et Les Verts. Il est suivi par Bernard Kouchner, puis par Claude Allègre et par Daniel Cohn-Bendit. Ségolène Royal juge la proposition « baroque » et François Hollande, premier secrétaire du Parti socialiste, la considère comme inconcevable.
Dans le même temps, Bayrou déclare qu’il condamne « haut et fort […] l’interventionnisme de Nicolas Sarkozy […] auprès des rédactions » des médias et que « l'information se trouve verrouillée » ; le livre-enquête du journaliste d'investigation Jean-Baptiste Rivoire (L’Élysée et les oligarques contre l’info, 2022) va dans ce sens[source insuffisante].
Finalement, le 22 avril 2007, François Bayrou obtient 6 820 119 voix (18,57 %) au premier tour, ce qui le place en troisième position, derrière Nicolas Sarkozy (31,18 %) et Ségolène Royal (25,87 %), tous deux qualifiés pour le second tour.
Entre les deux tours, Ségolène Royal affirme que son gouvernement pourrait accueillir des personnalités UDF,. Dans un livre de novembre 2007, elle assure avoir même rencontré physiquement François Bayrou avant le second tour « en lui proposant même d’être [s]on Premier ministre »,. Celui-ci confirme cette rencontre en disant n'avoir « jamais cru qu’elle pourrait être élue »,. Trois jours après le premier tour, François Bayrou annonce qu'il ne donne aucune consigne de vote en vue du second tour. Lors d'une conférence de presse, il renvoie dos-à-dos les deux finalistes, incapables à ses yeux de « réparer » une France « en manque de croissance », « à la démocratie malade » et « au tissu social déchiré ».
Par ailleurs, il déclare accepter le débat public que lui a proposé Ségolène Royal, se disant prêt à en faire autant avec Nicolas Sarkozy, une proposition que celui-ci décline. Le débat proposé par Ségolène Royal sur les convergences et divergences entre leurs projets politiques est le premier débat public réunissant, entre les deux tours d'une élection présidentielle, deux personnalités dont l'une est présente au second tour et l'autre non. La presse quotidienne régionale, puis Canal+, refusent d'organiser ce débat (indiquant vouloir respecter les consignes du CSA sur l'égalité des temps de parole des deux finalistes). François Bayrou parle à cet égard de pressions exercées par le candidat UMP et son entourage sur les médias dans le but d'empêcher ce débat. La confrontation a finalement lieu le 28 avril 2007, retransmise par BFM TV et RMC. La presse observe que leurs programmes économiques restent éloignés « sur la dette, la fiscalité et le temps de travail ».
La semaine suivante, au lendemain du débat télévisé entre Nicolas Sarkozy et Ségolène Royal, François Bayrou confirme qu’il ne votera pas pour Nicolas Sarkozy le 6 mai, sans pour autant dire s'il choisira Ségolène Royal, s'il votera blanc ou s'il s'abstiendra. Il ne dément pas les déclarations de proches estimant que son programme est plus proche de celui de Nicolas Sarkozy que de celui de Ségolène Royal.
Trois ans plus tard, en décembre 2010, il confie avoir voté blanc. Selon les instituts de sondage TNS Sofres et Ipsos, au second tour de l'élection, 40 % de ses électeurs auraient voté pour Nicolas Sarkozy, 40 % pour Ségolène Royal et 20 % auraient voté blanc, nul ou se seraient abstenus,.

### Sous la présidence de Nicolas Sarkozy (2007-2012)

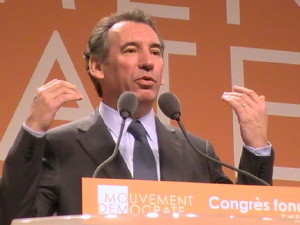
François Bayrou au congrès fondateur du Mouvement démocrate, en 2007.

Dans la lignée de l’annonce de François Bayrou durant la campagne présidentielle, le conseil national de l'UDF vote à la quasi-unanimité, le 10 mai 2007, une motion pour la création du Mouvement démocrate (MoDem). Le MoDem apparaît alors comme le successeur du mort-né « Parti démocrate » (PD), dont François Bayrou a annoncé la naissance le 25 avril. Le nouveau mouvement se revendique clairement comme un parti d'opposition au pouvoir du nouveau président de la République, Nicolas Sarkozy, et fait valoir ce positionnement pour les législatives de juin 2007, où il ne parvient pas à égaler le score de François Bayrou à la présidentielle.
Nombre de députés UDF sortants réprouvent cette nouvelle stratégie et se rapprochent de la majorité présidentielle à l'occasion de ces élections législatives. Rassemblés par le nouveau ministre de la Défense Hervé Morin, ancien président du groupe UDF à l'Assemblée, ils fondent le Nouveau Centre, formation qui se réclame du centre droit et de la tradition de l'UDF. Réélu député des Pyrénées-Atlantiques, François Bayrou voit alors l'essentiel de ses anciens compagnons le quitter pour le Nouveau Centre : seuls trois autres députés sortants se présentent sous l'étiquette UDF-MoDem, mais deux d'entre eux (Gilles Artigues et Anne-Marie Comparini) sont battus ; dans les Pyrénées, Jean Lassalle est réélu à l'issue de la seule triangulaire du pays et le MoDem compte également un nouvel élu, Abdoulatifou Aly à Mayotte. Le parti ne parvient donc pas à constituer un groupe à l'Assemblée nationale. Juste avant la création officielle du MoDem, en décembre 2007, François Bayrou enregistre la médiatique désaffection de Jean-Marie Cavada, jusque-là considéré comme un de ses principaux lieutenants : celui-ci, en obtenant la tête de liste pour le 12e arrondissement de Paris, rejoint la liste de la candidate UMP à la mairie de Paris, Françoise de Panafieu.
Bayrou est élu président du MoDem le 2 décembre 2007, avec 96,8 %. Tête de liste aux élections municipales de 2008 à Pau, il manque de peu de l'emporter en obtenant 38,8 % des suffrages au second tour, perdant de 342 voix face à la candidate socialiste Martine Lignières-Cassou (39,8 %), ; le candidat investi par l'UMP, Yves Urieta, maire sortant (ex-PS), qui s'est maintenu au second tour, obtient quant à lui 21,4 % des suffrages (contre 27,8 % au premier tour), causant en partie la défaite du président du MoDem. Globalement, les deux composantes de l’ex-UDF souffrent aux municipales de cette scission de l’ex-UDF dans les villes de tradition giscardiennes du pourtour méditerranéen.

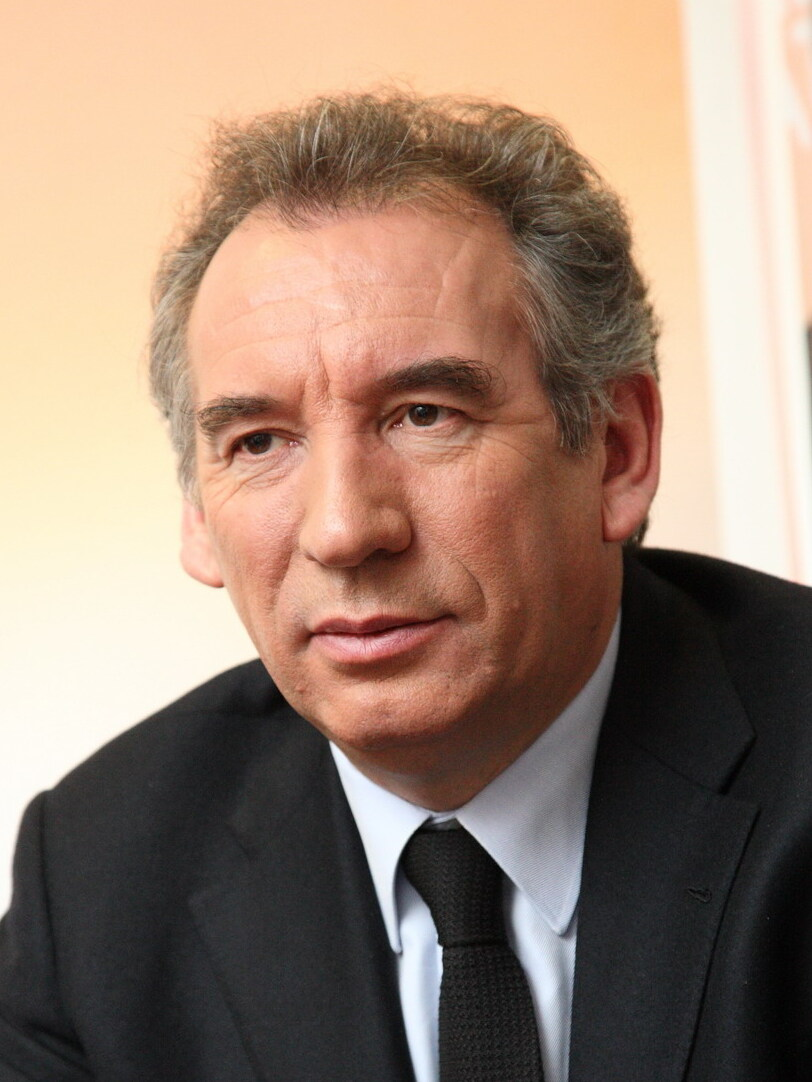
François Bayrou en 2010.

Dans le même temps, les défections continuent, ainsi que les critiques sur sa façon de gérer le MoDem, accusé de n'être qu'un marchepied pour ses ambitions présidentielles. Ainsi, Jean Arthuis, en avril 2008, déclare à propos de François Bayrou qu'« on ne dirige pas un parti comme une secte ». Le député européen Thierry Cornillet qualifie pour se part de « suicidaire » la politique du président du MoDem, qui « sacrifi[erait] ses élus pour une chimère présidentielle ». Soucieux de démontrer la marginalité de ces défections et de réaffirmer son autorité face aux critiques internes, François Bayrou propose de soumettre au vote des adhérents une contribution dans laquelle il défend sa stratégie d'indépendance : Thierry Cornillet (soutenu par les sénateurs Yves Détraigne, Françoise Férat, Philippe Nogrix et Catherine Morin-Desailly) ayant renoncé à soumettre une contribution, seul le texte du président du MoDem est proposé aux adhérents en juin 2008 ; il obtint l'approbation de 98 % des votants.
Lors des élections européennes de 2009, François Bayrou fait notamment campagne contre les orientations de José Manuel Durão Barroso, président de la Commission européenne qu'il considère comme étant « à la solde de l'Amérique ». Dans cette optique, il soutient les candidatures de Guy Verhofstadt ou de Mario Monti à la tête de la Commission. Lors d'un débat télévisé l'opposant le 4 juin 2009 à la tête de liste des Verts Daniel Cohn-Bendit, il a des échanges houleux avec ce dernier, qui l’interpelle sur un ton provocateur. Trois jours plus tard, le 7 juin, les listes « Démocrates pour l'Europe » obtiennent 8,5 % (4e place derrière Europe Écologie, crédité de 16,3 %, le Parti socialiste, à 16,5 %, et l'UMP, à 27,9 %) et six sièges au Parlement européen, score bien en deçà de celui réalisé par l'UDF en 2004.
Peu avant les élections régionales de 2010, le Mouvement démocrate doit faire face à plusieurs nouvelles défections et critiques de ses membres,. Dans le même temps, les intentions de vote en faveur du parti s'effondrent. Les listes du parti recueillent finalement 4,2 % au niveau national.
François Bayrou est réélu président du MoDem le 12 décembre 2010, avec 94,7 % des voix exprimées, puis le 16 janvier 2014 avec 87 %.

### Candidature à l'élection présidentielle de 2012

Logo utilisé par François Bayrou dans le cadre de sa campagne pour l'élection présidentielle de 2012.

François Bayrou annonce le 7 décembre 2011 sa candidature à l'élection présidentielle de 2012, déclarant se présenter en « homme libre ».
Fin 2011 et début 2012, plusieurs anciens ministres chiraquiens et personnalités de centre droit se rallient à lui, comme les anciens UDF Jean Arthuis, Alain Lambert, Anne-Marie Idrac, Bernard Bosson, Pierre Albertini ou Philippe Douste-Blazy. François Bayrou reçoit également le soutien d'une vingtaine de sénateurs divers droite et de plusieurs parlementaires villepinistes au tournant de l'année 2012, tel Yves Pozzo di Borgo. L'ex-responsable de la campagne web de Nicolas Sarkozy en 2007, membre du Parti libéral, Arnaud Dassier, annonce également son soutien. Le 11 avril 2012, il reçoit en outre le soutien d'une quarantaine de personnalités gaullistes et villepinistes.
Il met l'accent sur ce qu'il appelle « produire en France et consommer français », la réduction de la dette par le contrôle des dépenses, l'éducation en voulant faire un effort particulier sur les « fondamentaux » au primaire (lire, écrire, compter), défendant notamment l'usage du calcul mental, et de nouveau la réforme des institutions, promettant l'organisation d'un référendum sur la question en même temps que le premier tour des élections législatives de juin 2012.

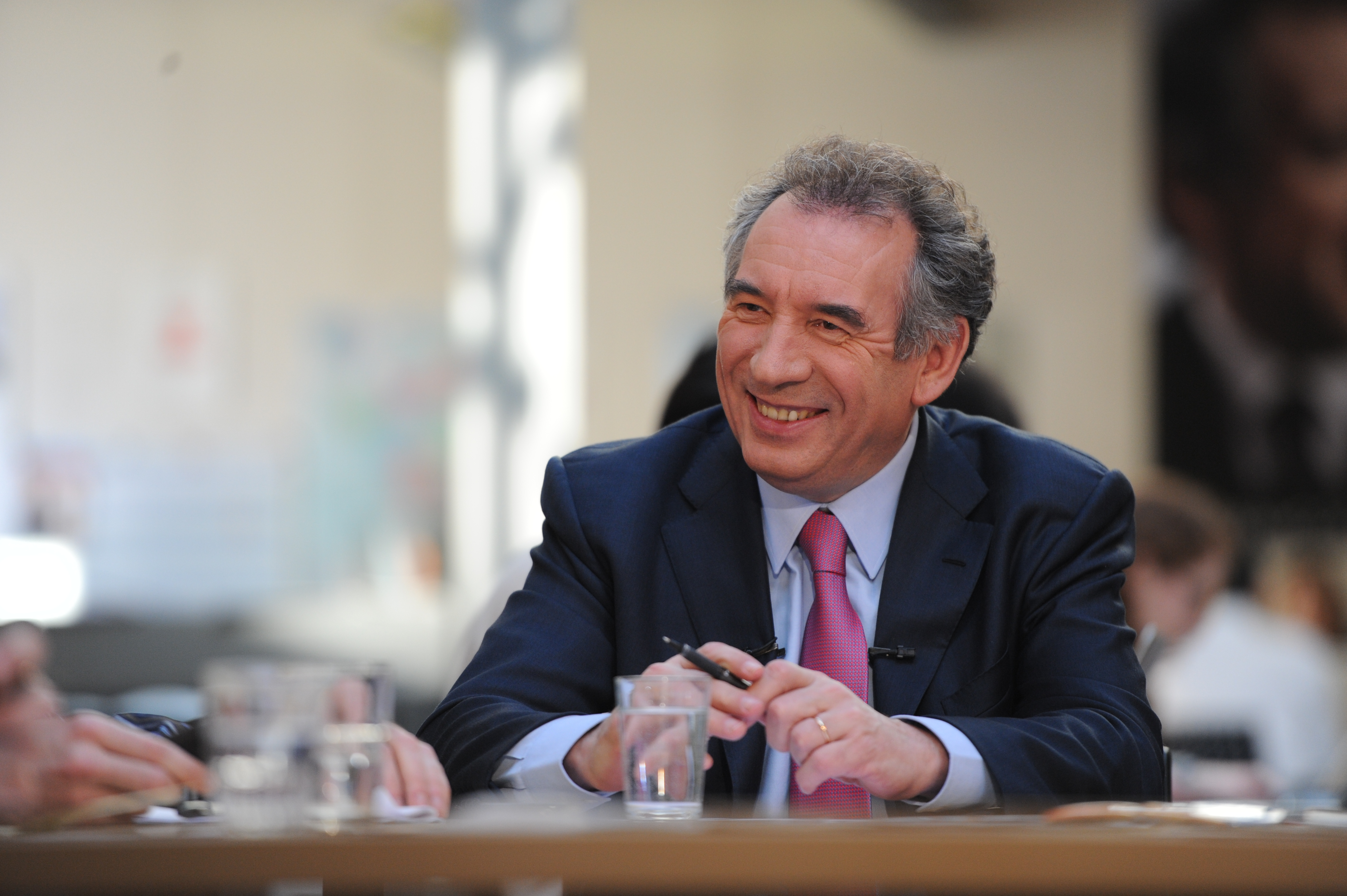
François Bayrou au siège du MoDem, en 2012.

Après une entrée en campagne lors de laquelle le candidat voit un doublement des intentions de vote en sa faveur, il retrouve le 4 mars 2012 dans un sondage sa troisième place de 2007, à égalité avec Marine Le Pen à 15 %, avant de voir progressivement refluer les intentions de vote en sa faveur.
Recueillant finalement 3 275 122 voix au premier tour (9,13 % des suffrages exprimés), il termine cinquième derrière Marine Le Pen et Jean-Luc Mélenchon, un score deux fois inférieur à celui de 2007 (18,57 %) mais au-dessus de celui de 2002 (6,84 %).
Après son élimination, il écrit une lettre publique aux deux candidats du second tour, Nicolas Sarkozy et François Hollande, les interrogeant sur leurs programmes afin d'éventuellement se prononcer pour un soutien ou une prise de position pour le deuxième tour. Le 3 mai 2012, il annonce qu'il votera personnellement pour François Hollande sans donner toutefois de consigne de vote à ses électeurs. Cette décision lui vaut les critiques de la droite et de plusieurs centristes.

### Sous la présidence de François Hollande (2012-2017)
Candidat à sa réélection aux élections législatives de juin 2012 dans la deuxième circonscription des Pyrénées-Atlantiques, François Bayrou arrive en deuxième position au premier tour avec 23,6 % des suffrages exprimés. Dans une triangulaire qui l'oppose à la candidate socialiste Nathalie Chabanne (34,9 % au premier tour) et au candidat de l'UMP Éric Saubatte (21,7 % au premier tour), il n'obtient que 30,2 % des suffrages exprimés contre 42,8 % à Nathalie Chabanne, élue, et 27 % pour Éric Saubatte,.
Le 5 novembre 2013, en tant que président du MoDem, il signe avec Jean-Louis Borloo, président de l'Union des démocrates et indépendants (UDI), une charte qui unit leurs deux partis au sein d'une plate-forme politique commune, L'Alternative, avec l'ambition de conduire des listes communes aux élections nationales, européennes et régionales, ainsi que d'organiser une primaire commune aux partis centristes en vue de l'élection présidentielle de 2017. Ce projet est toutefois mis en suspens par le retrait de Jean-Louis Borloo de la vie politique, son successeur, Jean-Christophe Lagarde, privilégiant plutôt les alliances avec la droite de Nicolas Sarkozy.. La plupart du temps, le MoDem finit par rejoindre à son tour ces alliances avec la droite.
En septembre 2013, François Bayrou annonce son intention d'être à nouveau candidat à la mairie de Pau, l'année suivante. Il bénéficie du soutien de l'UMP, qui ne présente pas de candidat contre lui. La liste qu'il constitue inclut des représentants de l'UMP, dont Éric Saubatte, son adversaire aux élections législatives de 2012. Cette liste obtient 41,9 % des suffrages au premier tour, puis 62,6 % des voix au second tour contre 37,4 % à celle conduite par le député socialiste David Habib ; il est élu maire de Pau le 4 avril. Dix jours plus tard, il est élu président de la communauté d'agglomération de Pau-Pyrénées avec 42 voix (2 nuls et 21 blancs) par les 65 élus inscrits représentant les 14 communes de l'agglomération.

### Alliance avec Emmanuel Macron et éphémère ministre de la Justice (2017)

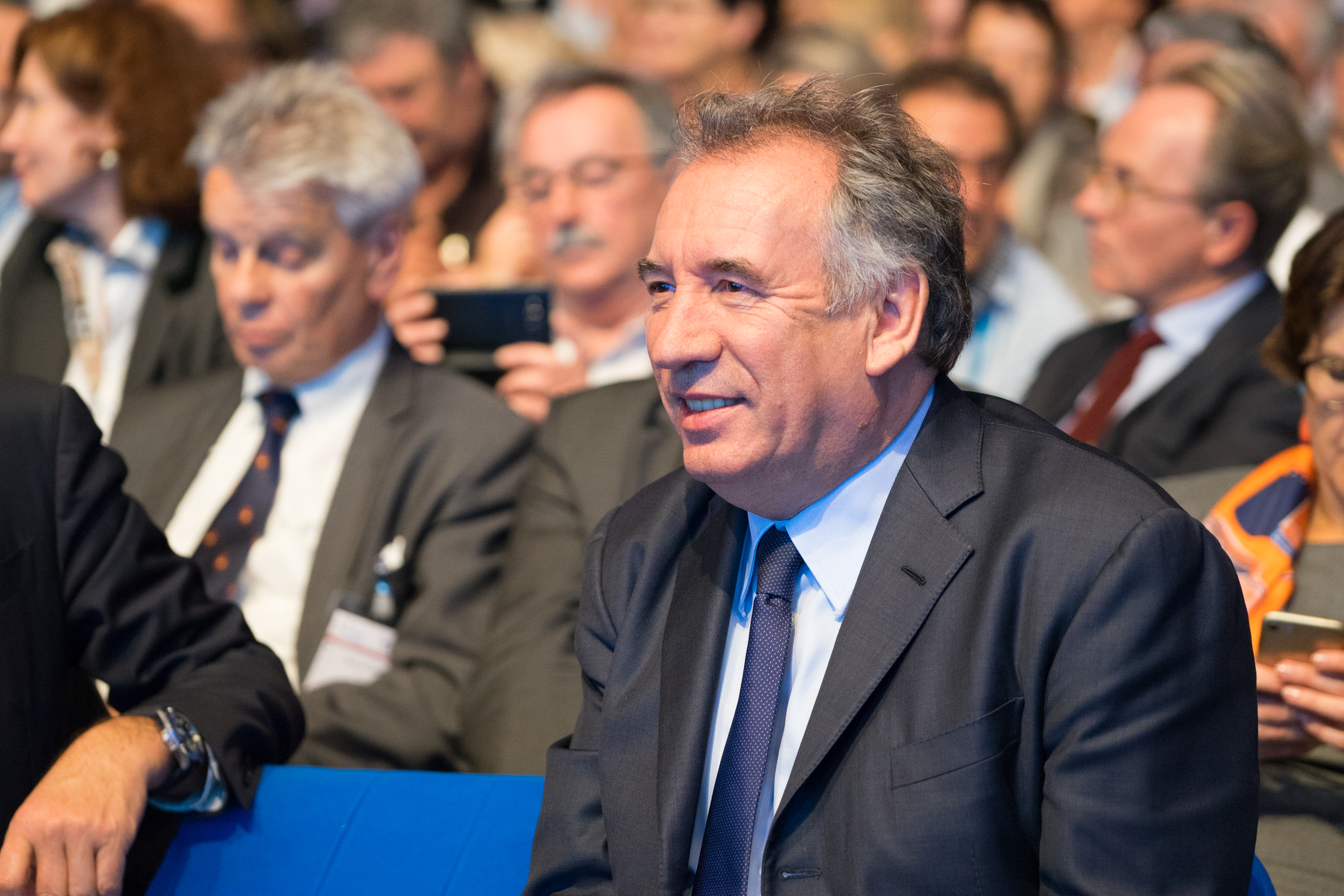
François Bayrou en 2017.

Peu après l'annonce de la candidature d'Alain Juppé à la primaire de la droite et du centre en vue de la présidentielle de 2017, François Bayrou annonce son soutien au maire de Bordeaux, tout en refusant de faire participer officiellement le MoDem à la primaire, afin de pouvoir faire barrage à Nicolas Sarkozy si celui-ci était finalement désigné candidat. Après la large victoire de François Fillon, qui devient ainsi le candidat des Républicains et de leurs alliés dans la course à l'Élysée, Bayrou dément avoir conclu un accord avec ce dernier,.
Interrogé sur la candidature d'Emmanuel Macron, président du mouvement En marche qui souhaite dépasser le clivage droite-gauche comme lui, le 7 septembre 2016, il estime que celle-ci s'inscrit dans la lignée de celle de Sarkozy en 2007 et de Dominique Strauss-Kahn en 2012, accusant « le monde des grands intérêts et celui de l'argent » d'être derrière sa candidature. Cette relation lui semble « incompatible avec l'impartialité exigée par la fonction politique » et il annonce qu'il « mènera la bataille pour qu'il n'en soit pas ainsi ».
Cependant, lors d'une déclaration à la presse le 22 février 2017 concernant sa décision en vue de la prochaine échéance électorale, François Bayrou estime que la France est « décomposée » et il propose une alliance à Emmanuel Macron pour ne pas prendre le risque de dispersion des voix. Il pose quatre exigences pour cette proposition (à savoir une véritable alternance dans les pratiques politiques, une loi sur la moralisation de la vie publique, l'amélioration de la rémunération du travail et l'introduction de la proportionnelle pour les élections législatives,,) ; Emmanuel Macron accepte aussitôt sa proposition. La décision du président du MoDem est toutefois critiquée par des élus de droite et de gauche, en raison notamment de l'incohérence avec ses déclarations passées à l'égard de l'ancien ministre de l'Économie,.
Durant l'entre-deux tours de l'élection présidentielle, il critique le ralliement de Nicolas Dupont-Aignan au FN de Marine Le Pen, elle-même adversaire d'Emmanuel Macron au second tour de l'élection. Le 28 avril 2017, il qualifie cette alliance d'« immense honte », mettant en cause le gaullisme du président de Debout la France.
Après la publication par La République en marche de la liste de ses candidats aux élections législatives[Quand ?], il fait part de son désappointement et déclare qu'elle « n'est en aucun cas celle à laquelle le MoDem a donné son assentiment ». Il avait été convenu avec Emmanuel Macron, en échange de son soutien pour l’élection présidentielle, que 120 circonscriptions seraient réservées à des membres du Modem, mais seules 30 leur seront proposées après l’élection.
Le 17 mai 2017, François Bayrou est nommé ministre d'État, garde des Sceaux, ministre de la Justice dans le gouvernement Philippe I.
Selon des informations du Canard enchaîné, l'assistante parlementaire de Marielle de Sarnez aurait en réalité été la secrétaire particulière de François Bayrou et était donc rémunérée par le Parlement européen pour un emploi fictif. Si François Bayrou dément et promet des preuves, des témoignages cités par le Canard enchaîné et Corinne Lepage confirment le caractère fictif de cet emploi et mettent en cause un système d'emplois fictifs créé par le MoDem au Parlement européen pour faire rémunérer son personnel avec de l'argent public,. Une enquête de France Info cite une dizaine d’employés du Modem rémunérés comme assistants parlementaires.
François Bayrou appelle personnellement un responsable de la radio pour se plaindre de l’enquête, en « tant que simple citoyen » mais est ensuite recadré par le Premier ministre Édouard Philippe. Dans ces conditions, il annonce le 21 juin qu'il ne fera pas partie du gouvernement Philippe II,. Il est remplacé par Nicole Belloubet, après seulement 35 jours passés à la chancellerie.

### Retour à Pau et haut-commissaire au plan (2017-2025)

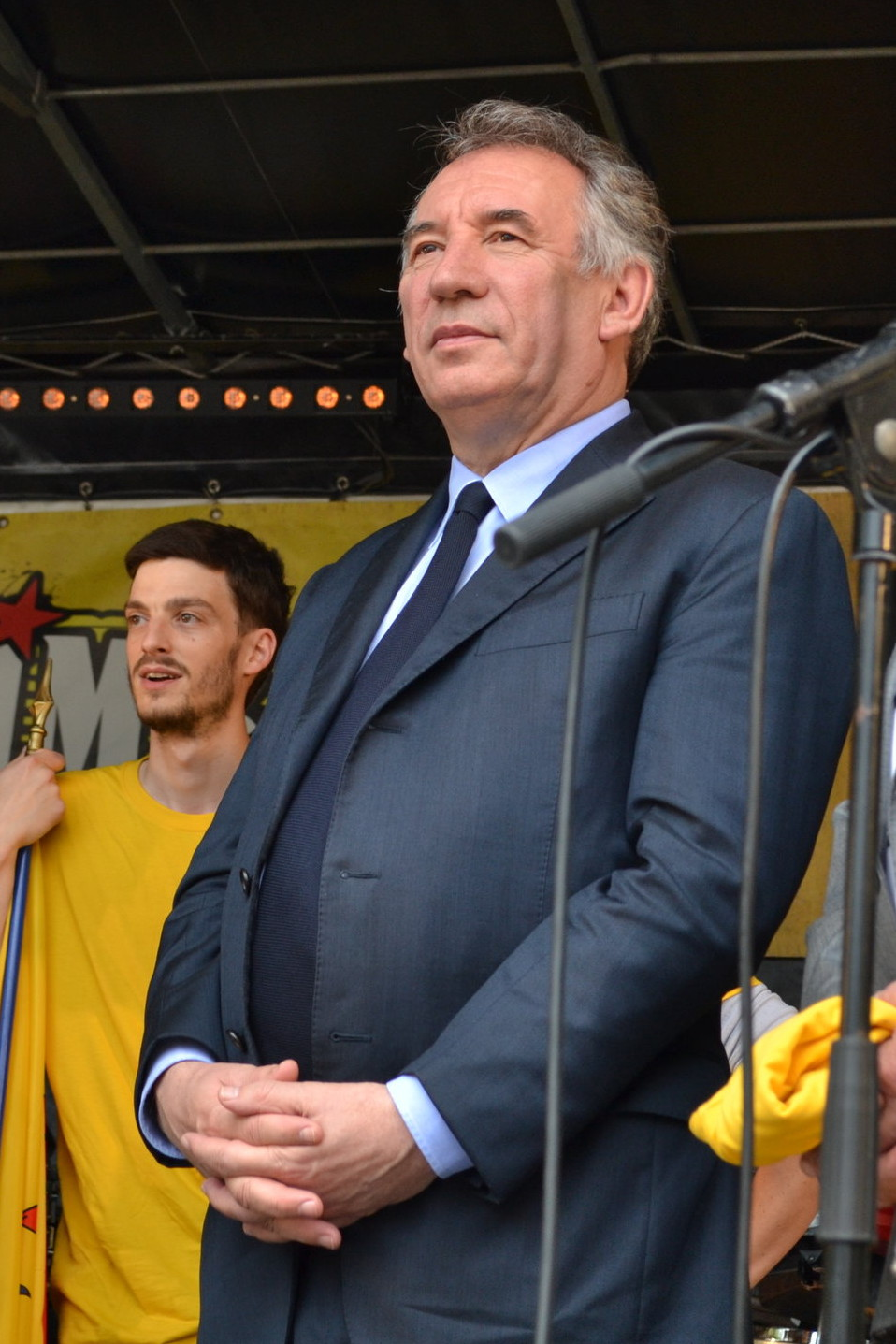
François Bayrou en 2018.

Seul candidat à sa succession à la présidence du MoDem, François Bayrou est réélu le 15 décembre 2017, avec 93,8 % des voix. Un temps envisagé comme tête de liste LREM-MoDem pour les élections européennes de 2019, il refuse d’être candidat à ce scrutin, affirmant souhaiter le « renouvellement »,.
En décembre 2019, il est mis en examen pour « complicité de détournement de fonds publics » dans l’affaire des assistants parlementaires européens du parti centriste qui lui avait valu son départ du gouvernement en juin 2017. Plusieurs cadres du MoDem sont également mis en examen, dont Sylvie Goulard, Michel Mercier et Marielle de Sarnez. Fragilisé alors qu’il prônait de longue date l’éthique en politique, François Bayrou exclut de démissionner de la mairie de Pau,.
Au premier tour des élections municipales de 2020, la liste qu'il conduit à Pau arrive en tête avec 45,8 % des voix. Au second tour, sa liste l'emporte avec 55,5 % des suffrages exprimés, contre 44,5 % pour celle du divers gauche Jérôme Marbot. Dans la foulée, il est réélu président de la communauté d'agglomération Pau Béarn Pyrénées.
À la mairie de Pau, il constitue une équipe formée notamment d'anciens membres de l'UMP et se taille une réputation de « batisseur » (rénovation des halles de la ville, lancement du Fébus, une ligne de bus à hydrogène, construction du pôle culturel du Foirail) mais la dette de la commune double et l'opposition lui reproche une conception « très verticale » du pouvoir..
En septembre 2020, il est nommé haut-commissaire au plan (HCP) par Emmanuel Macron, exerçant ses fonctions à titre gratuit,,,. Sa mission est d'« éclairer les choix des pouvoirs publics » sur les questions démographiques, économiques, sociales, environnementales, sanitaires, technologiques et culturelles. Selon Le Monde, ce poste l'occupe peu, mais lui permet principalement de conserver de l’influence dans l'environnement d'Emmanuel Macron.
Trois mois plus tard, en décembre, il est réélu président du MoDem avec 96 % des suffrages exprimés.
Lors de la campagne présidentielle de 2022, il prône la mise en place d'une « banque des parrainages », qui permettrait notamment à Marine Le Pen et Éric Zemmour, en difficulté pour collecter leurs 500 signatures, d'être candidats. Lui-même apporte son parrainage à la candidate du Rassemblement national, afin, dit-il, de « sauver la démocratie ».
Après la réélection d'Emmanuel Macron, il considère que l'accord trouvé par la Nouvelle Union populaire écologique et sociale (NUPES) est « un événement extrêmement triste » ; il pointe notamment du doigt le principe de désobéissance à l'Union européenne envisagé dans l'accord, qui conduirait selon lui à « la fin de l'Europe », ainsi que la volonté de Jean-Luc Mélenchon de « sortir de l'OTAN ».
Au début du second quinquennat Macron, il fait partie des personnes citées pour représenter la majorité présidentielle sortante à l'élection présidentielle suivante. Alors qu'il aura 76 ans en 2027, il n'exclut pas cette possibilité et invoque la troisième élection du président brésilien Lula, à l'âge de 77 ans, pour justifier ses ambitions. Toutefois, testé par l'Ifop en mars 2023 comme candidat unique de la coalition Ensemble, il est donné seulement en quatrième position avec moins de 10 % d'intentions de vote.. Ses ennuis judiciaires menacent également une possible candidature.
Après avoir été pressenti pour entrer au gouvernement Gabriel Attal en février 2024 à la suite de sa relaxe dans l'affaire des assistants parlementaires du MoDem au Parlement européen, il annonce qu'il ne l'intégrera pas, « faute d'accord profond sur la politique à suivre ». Lors de la formation de ce gouvernement le mois précédent, il s'était déclaré « mécontent », jugeant sa composition trop à droite, et avait menacé de présenter sa propre liste aux élections européennes de 2024.
Clément Beaune lui succède au haut-commissariat au plan en mars 2025. Le bilan de François Bayrou à ce poste est controversé. Un rapport spécial de l'Assemblée nationale de 2023 émettait « des doutes » sur l'impact de ses avis, tandis qu'un rapport sénatorial de l'année suivante indiquait que le HCP avait produit seulement 18 études, dont beaucoup très proches des travaux d'organismes comme France Stratégie. De son côté, François Bayrou juge que les notes réalisées ont été « utiles au président de la République » et ont « contribué à changer l'approche de l'opinion sur des sujets sensibles » comme le nucléaire, la dette, la politique industrielle ou la démographie,.

### Premier ministre (depuis 2024)

#### Nomination

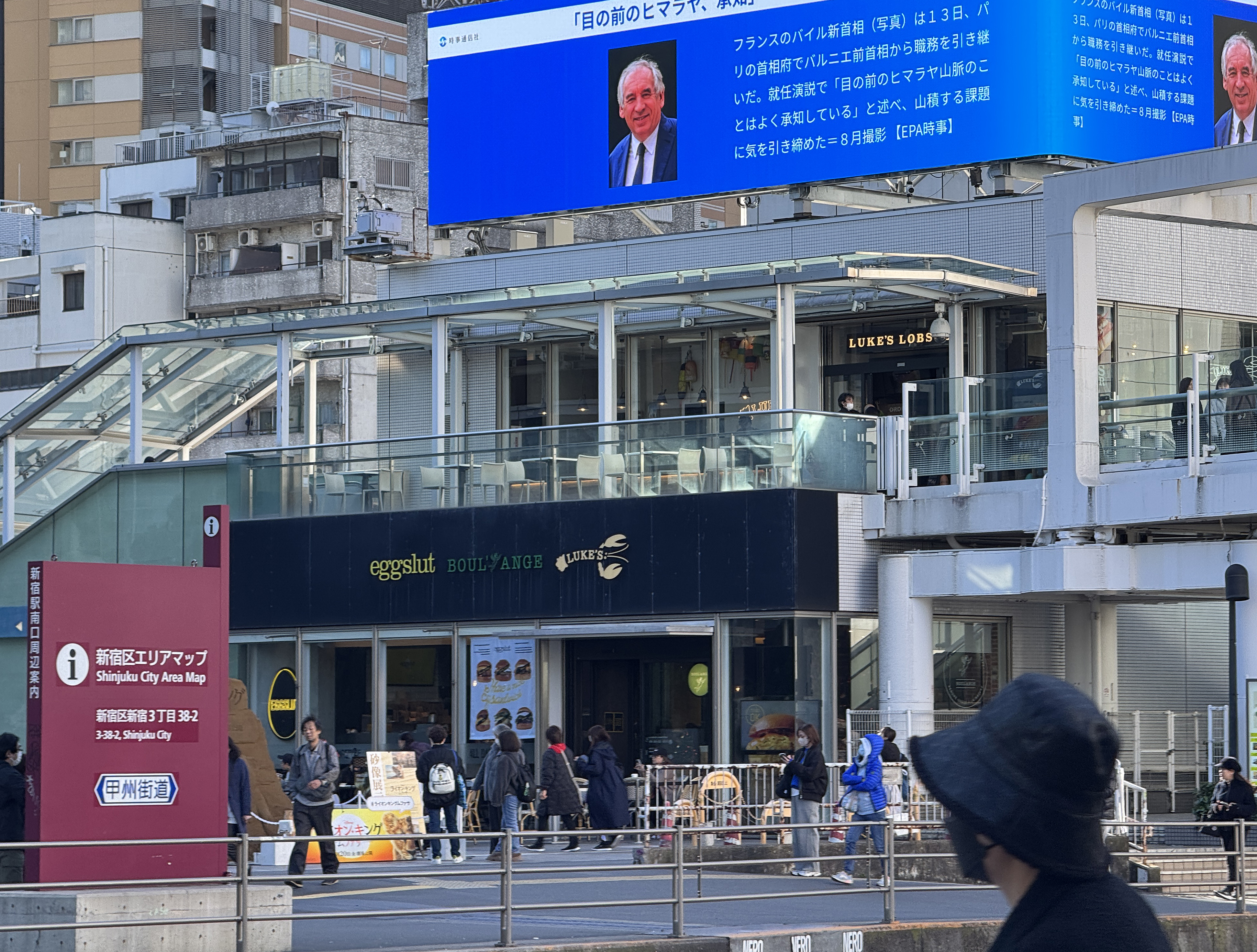
Photographies de François Bayrou à Shinjuku (Tokyo) au lendemain de sa nomination à Matignon.

Le 13 décembre 2024, François Bayrou est nommé Premier ministre par le président Emmanuel Macron en pleine crise politique en raison d'une Assemblée nationale divisée en trois blocs d'importance équivalente après les élections législatives anticipées de juin-juillet et le renversement du gouvernement Barnier,,.
Les médias rapportent que François Bayrou n’était pas le premier choix du chef de l’État, Jean-Yves Le Drian ayant d’abord été sollicité. La presse évoque un entretien tendu à l’aube du 13 décembre, au cours duquel Emmanuel Macron annonce au président du MoDem qu’il ne sera pas désigné ; ce dernier aurait alors menacé de quitter la coalition présidentielle. Bien que Sébastien Lecornu avait ses faveurs, le président de la République nomme François Bayrou à Matignon quelques heures plus tard,.
Le même jour, lors de la passation de pouvoir avec son prédécesseur Michel Barnier, François Bayrou rappelle qu'il a toujours alerté dans sa vie politique sur la question de la dette et des déficits publics et affirme être face à un « Himalaya de difficultés »,. Il déclare que « la réconciliation est nécessaire », citant l'ancien roi de France Henri IV, béarnais comme lui et dont c'est l'anniversaire de la naissance.
Âgé de 73 ans, quatre mois de moins que Michel Barnier, il est le deuxième Premier ministre de la Cinquième République le plus âgé au moment de sa nomination. En avril 2025, il dépasse l’âge de son prédécesseur au moment de son départ de Matignon, devenant ainsi le plus vieux à exercer cette fonction,.

#### Débuts difficiles
François Bayrou décide de rester maire de Pau, déclarant être favorable au cumul des mandats après l'avoir longtemps contesté. Il provoque une polémique, notamment en raison de sa présence à la session du conseil municipal de Pau du 16 décembre 2024, alors que Mayotte subit une catastrophe naturelle majeure avec le cyclone Chido,.
La composition du gouvernement Bayrou est présentée le 23 décembre, ce qui déclenche une nouvelle polémique puisque survenant le jour du deuil national dédié à Mayotte. Le gouvernement est paritaire et compte 36 membres, dont 14 Renaissance, 8 Les Républicains et 3 Modem. Plus de la moitié étaient déjà présents dans le gouvernement Barnier. Quatre ministres d'État sont nommés : deux anciens Premiers ministres (fait inédit), Élisabeth Borne et Manuel Valls, respectivement à l'Éducation nationale et aux Outre-mer, ainsi que Gérald Darmanin à la Justice et Bruno Retailleau à l'Intérieur.

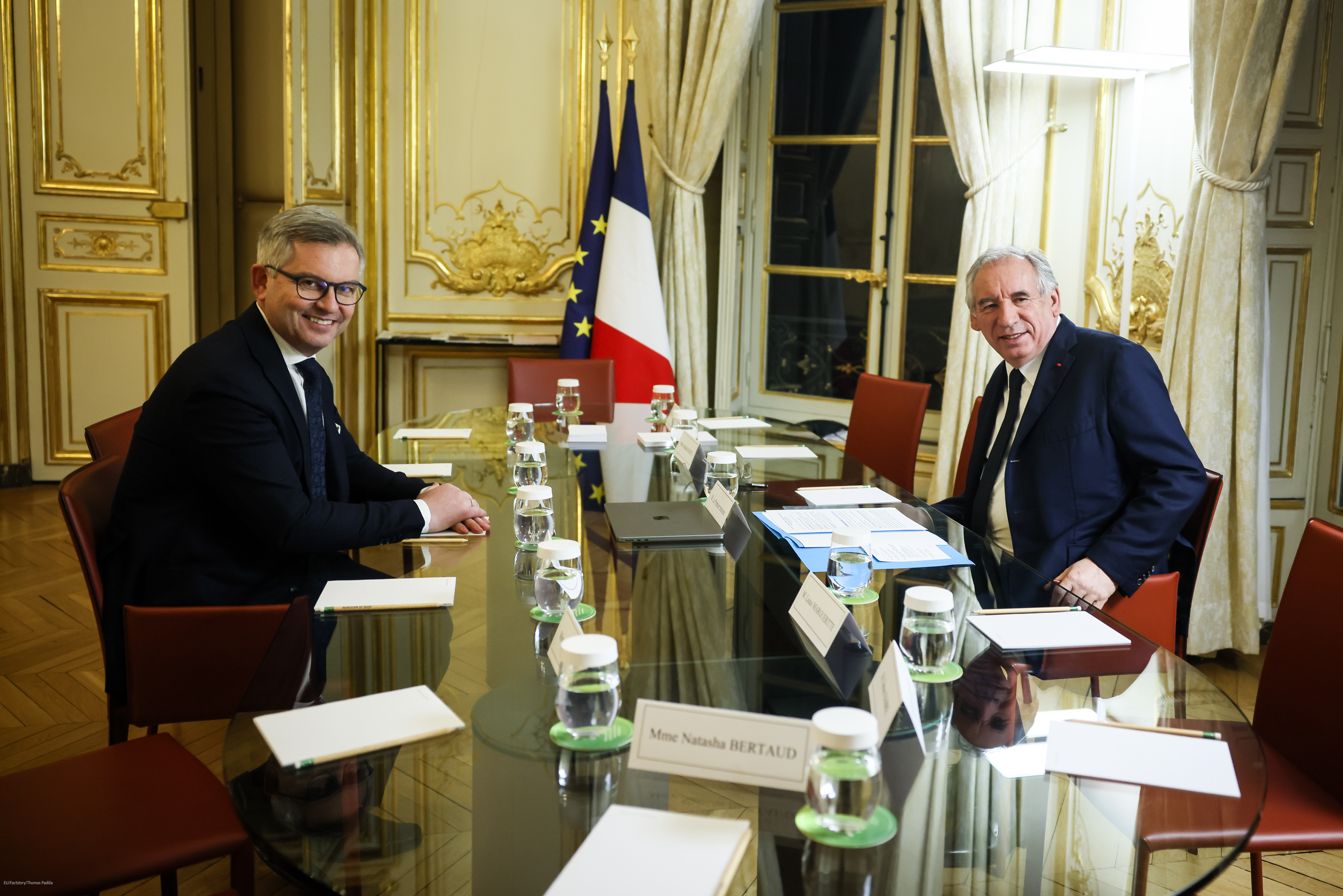
François Bayrou et Magnus Brunner, commissaire européen aux Affaires intérieures et aux Migrations, en janvier 2025.

Selon l’Ifop, c’est la première fois depuis 1959 qu’un Premier ministre prenant ses fonctions a une popularité aussi basse (34 % d'opinions favorables en décembre 2024). Ce phénomène s'accentue par la suite : six mois après ses débuts, il n’enregistre plus que 17 % d’avis favorables dans le baromètre Ipsos, ce qui fait de lui le chef de gouvernement le plus impopulaire de toute l'histoire de la Cinquième République.
Il est également fragilisé à partir de février 2025 par l’affaire Bétharram, dans laquelle il est accusé d’avoir ignoré des signalements de violences systémiques envers des élèves et d'avoir changé de version. Le Premier ministre conteste les accusations et se défend devant une commission d’enquête parlementaire,.

#### Exercice de la fonction
François Bayrou fait sa déclaration de politique générale devant l'Assemblée nationale le 14 janvier 2025. Alors que son gouvernement est minoritaire, aucun vote de confiance n'est sollicité de sa part. Une motion de censure, déposée par le groupe La France insoumise et soutenue par les groupes communiste et écologiste, est rejetée, n'ayant pas été votée par les groupes RN et socialiste.
Le 3 février, alors que le budget de l'État de 2025 n'est toujours pas adopté, François Bayrou a recours deux fois à l'article 49.3 de la Constitution pour faire adopter la loi de finance budgétaire et la loi de financement de la Sécurité sociale sans soumettre les textes à un vote parlementaire,. Le groupe LFI dépose alors deux motions de censure contre son gouvernement ; les députés socialistes ne votent pas ces motions mais en déposent une autre au moyen de l'article 49.2, qui est également rejetée,.
Pour assurer la stabilité de son gouvernement, François Bayrou cherche dans un premier temps à s'assurer du soutien du Parti socialiste, notamment en annonçant en janvier 2025 un « conclave » sur les retraites entre patronat et syndicats, n'excluant pas de revenir sur la réforme de 2023 qui fixe l'âge légal de départ à la retraite à 64 ans,. Cependant, il déclare en mars suivant qu'il est impossible de revenir à un départ à 62 ans, créant des tensions avec plusieurs partenaires ainsi qu'avec les socialistes.
Défenseur de longue date du scrutin proportionnel pour les élections législatives, il engage en avril 2025 une série de consultations avec les formations politiques en vue de préparer un projet de loi sur le sujet. Son initiative se heurte à de fortes réticences au sein de la majorité gouvernementale, notamment de la part des Républicains – dont le président, Bruno Retailleau, menace de démissionner de ses fonctions ministérielles – et du parti Horizons d'Édouard Philippe, qui invoquent un risque d'instabilité politique chronique,,,. Poursuivant son action, Bayrou annonce qu'un texte sur la proportionnelle sera présenté après le travail budgétaire, en fin d’année 2025 ou début 2026, et n’exclut pas le recours à un référendum pour trancher la question, tenant tête à ses partenaires divergents.
Dans le même temps, il fait de la soutenabilité des finances publiques et de la dette publique sa priorité. À la mi-juillet 2025, lors d’une conférence de presse, il dévoile un plan strict de 43,8 milliards d’euros d’économies afin de ramener le déficit à 4,6 % du PIB en 2026, et propose la suppression de deux jours fériés : le 8 mai et le 20 avril, jour de Pâques. Dans sa réforme du système social, il lance des négociations sur l’assurance chômage et le droit du travail et présente le principe d’une allocation sociale unifiée. Il propose également de durcir les sanctions contre les retards de paiement entre entreprises, d’instaurer une taxe sur les petits colis pour « protéger les producteurs français » et d’exiger une implication financière accrue des collectivités locales dans la maîtrise des dépenses publiques. La transition écologique subit un gel temporaire des investissements au nom des économies, ce qui lui vaut des critiques, bien qu’il rappelle l’importance de la souveraineté énergétique.
Enfin, François Bayrou multiplie les consultations sur les autres dossiers institutionnels (statut de la Corse, réforme de la démocratie locale, simplification bureaucratique) et précise n’exclure aucune idée d’amélioration de ses plans, tout en assumant la solitude et la difficulté de la fonction dans un contexte de défiance et de tensions politiques continues jusqu’à l’été 2025.

## Prises de position

### Positionnement idéologique
François Bayrou tire son inspiration politique de la démocratie chrétienne, tout en défendant la laïcité dans l'espace public.
Dans les années 1980, il ne défend pas encore l'idée d'une « troisième force » politique, en raison du scrutin majoritaire à deux tours, mais appelle à l'affirmation d'un centre droit fort, partenaire d'un RPR conservateur. Ainsi, il critique la formation d'un groupe CDS à l'Assemblée nationale après les élections législatives de 1988, ainsi que la constitution d'une liste centriste menée par Simone Veil aux élections européennes de 1989, bien qu'il en soit le directeur de campagne.
Par la suite, devenu président de parti, il change de position et défend l'idée d'une troisième voie, au-delà du « clivage gauche-droite ». En 2002, contrairement à beaucoup de cadres de l'UDF, il refuse de fusionner avec le RPR pour former l'UMP.
En 2009, bien qu'historiquement classé au centre droit, il se montre critique envers Nicolas Sarkozy et tend la main au Parti socialiste (PS) en se disant de « centre gauche ».
Il commémore en 2024 le centenaire du Parti démocrate populaire (PDP), d'obédience démocrate-chrétienne. Avec Jean-Noël Barrot, il relance la revue France Forum, souhaitant s’inscrire dans l’héritage laissé par Étienne Borne, Joseph Fontanet et Jean Lecanuet, fondateurs en 1957 de la revue ; celle-ci dit s'inspirer de la figure d’Emmanuel Mounier et du courant de pensée personnaliste affirmant le primat de la personne humaine sur les structures sociales et les logiques économiques. Il se réfère également au Sillon de Marc Sangnier.

### Politique économique
Sur la réforme des retraites, François Bayrou souhaite encourager le plus possible à travailler plus longtemps, mais en évitant les effets pervers de textes qui pénalisent les plus fragiles. Il est favorable à un passage de 60 à 62 ans progressif, qu'il dit être raisonnable compte tenu de l'augmentation de l'espérance de vie. Néanmoins, il n'a pas voté pour la réforme qu'il conditionnait à l'adoption d'un amendement qu'il a présenté à l'Assemblée nationale et auquel il n'a manqué que quelques voix pour être adopté : il proposait de maintenir le seuil de l'âge de départ sans décote à 65 ans au lieu des 67 ans proposés par le gouvernement lors de la réforme de 2010 et qui constitue son volet le plus contesté, ce qui lui semble inacceptable, car cela fait payer les frais de cette réforme aux personnes ayant eu les carrières les plus hachées. Son objectif est la mise en place comme en Italie, et comme défendu par la CFDT, d'un système de retraite par répartition mais individualisé, également appelé système de retraite par points, comme le système des retraites complémentaires mais étendu à la retraite de base, et unifié à terme entre les 35 systèmes existants qui créent en particulier le problème des calculs pour les retraités polypensionnés[source insuffisante].
En 2007, il fait campagne en proposant que toute entreprise ait droit à une exonération de cotisations sociales sur un emploi et un seul, une manière de concentrer les exonérations sur les TPE et travailleurs indépendants, les plus susceptibles de les transformer en la création d’un emploi.

### Institutions

#### Rôle et pouvoir du Parlement
Dans son projet de modernisation du système politique français, François Bayrou propose le renforcement du rôle du Parlement de façon à constituer un contre-pouvoir effectif face à l'exécutif. Il a déclaré à plusieurs reprises souhaiter le passage à une VIe République,.

#### Rôle et pouvoir de l'exécutif
François Bayrou, au cours de la campagne pour élection présidentielle de 2007, veut limiter les pouvoirs du gouvernement en supprimant de la Constitution de la Cinquième République les articles 49.3 (adoption d'un texte sans vote), 44.3 (vote bloqué) et la procédure des ordonnances.
Il livre en septembre 2007 sa vision de la répartition des rôles au sein de l'exécutif : le Premier ministre est « le premier des ministres » et « le chef du gouvernement, c'est le président ».

#### Cumul des mandats
En septembre 1997, le Premier ministre Lionel Jospin ouvre avec la plupart des forces politiques une discussion sur l'interdiction du cumul des mandats, François Bayrou, député et président du conseil général des Pyrénées-Atlantiques, se prononce avec d'autres élus « contre toute restriction supplémentaire (à l'exception du cumul avec une fonction ministérielle), au nom du lien entre l'élu et le terrain », tandis que son parti prônait l'interdiction dans le programme commun avec le RPR pour les élections législatives de mai et juin 1997. Il plaide pour que les élus demeurent enracinés dans un territoire.
Lors de la campagne pour élection présidentielle de 2007, François Bayrou a changé de position, prônant une stricte limitation du cumul des mandats et estimant que la représentation territoriale est déjà l'apanage du Sénat.
En avril 2018, François Bayrou accuse Emmanuel Macron de ne pas avoir tenu sa promesse de campagne en 2017 d'instaurer une limite dans le temps au cumul des mandats. En définitive, la réforme institutionnelle envisagée est abandonnée.
En août 2022, il reprend sa position initiale, estimant que l'interdiction du cumul des mandats parlementaires et d'exécutifs locaux, adoptée en 2014, a « rompu tout lien entre la démocratie locale et la démocratie nationale ». En décembre 2024, alors nouveau Premier ministre, il confirme sa position.

#### Mode de scrutin
Lors de la campagne pour élection présidentielle de 2007, François Bayrou propose que les députés soient élus pour moitié au scrutin majoritaire et pour moitié à la proportionnelle. En septembre 2007, il précise sa proposition : l'élection à la proportionnelle de la moitié des députés est altérée par un rééquilibrage en faveur des formations qui ont obtenu plus de 5 % des voix.
En février 2018, lors des discussions sur la possibilité d'une réforme institutionnelle engagée par le président de la République, incluant le mode d'élection des députés, François Bayrou propose l'introduction d'une dose de proportionnelle située à 25 % des élus.

#### Régionalisme
François Bayrou, qui parle couramment béarnais, défend le « trésor » que constituent selon lui les cultures et identités régionales de France. Il appelle à ratifier la Charte européenne des langues régionales ou minoritaires, que la France a signée en 1999. Il s'est notamment prononcé pour le rattachement de la Loire-Atlantique à la région Bretagne, conformément au vœu des collectivités locales, ainsi que pour la « réunification de la Normandie », ce qui fut permis par la réforme territoriale mise en place durant le quinquennat de François Hollande.

### Sujets de société
Il s'est déclaré opposé au projet d'ouverture du mariage aux personnes de même sexe, ayant défendu durant la campagne présidentielle 2012 le principe d'une « union civile » alignant les droits des couples homosexuels sur ceux des couples hétérosexuels, s'attachant à distinguer d'un point de vue lexical le terme d'« union » de celui de « mariage ».
À l'occasion d'une interview au magazine Têtu en 2011, il se déclare favorable à l'ouverture de la PMA aux couples de femmes ainsi qu'à la reconnaissance juridique des enfants nés d'une GPA à l'étranger, tout en s'opposant à l'autorisation de la GPA en France.
Concernant l'interruption volontaire de grossesse, lorsque la présidente du groupe LREM à l'Assemblée Nationale Aurore Bergé, dépose le 30 juin 2022 une proposition de loi constitutionnelle visant à garantir le droit à l'IVG, le président du MoDem s'y oppose en questionnant son « utilité pour le pays »,,,.
En décembre 2023, il critique la « loi immigration », aussi bien sur la forme (refus des députés de débattre du texte) que sur le fond (il existe selon lui un manque d’équilibre au profit de la droite et de l'extrême droite). En conséquence, il réclame un changement important au sein de l'équipe gouvernementale.

### Médias et culture
En mai 2009, il vote contre la loi Hadopi. Se présentant comme « un grand utilisateur du numérique dans la vie », il considère que « Wikipédia est l’une des révolutions les plus bienfaisantes que l’humanité ait jamais rencontrées »,.
François Bayrou a souvent mis en cause l’objectivité des médias français appartenant à de grands groupes industriels, arguant de leur forte tendance à la bipolarisation de la vie politique française, autour de LR et du PS, tout particulièrement lors de la campagne présidentielle de 2007, lorsqu'il porte à la connaissance les liens de Nicolas Sarkozy avec ses témoins de mariage, Bernard Arnault et Martin Bouygues. Un clash l’oppose, à la télévision, à l’ex-directeur du quotidien Les Échos passé à la direction du Figaro.
Il accuse ces médias d’une surexposition de ces partis et de leurs candidats voire de connivence avec certains de ces candidats. Il propose à cet effet, lors de sa campagne de 2007, de rendre impossible la détention des groupes de médias par des groupes industriels et financiers dépendant des commandes de l’État.

### Politique de défense
En 2009, il s'oppose à la réintégration de la France dans le commandement intégré de l'OTAN, et réclame un référendum sur le sujet en marge des élections européennes,.

### Union européenne

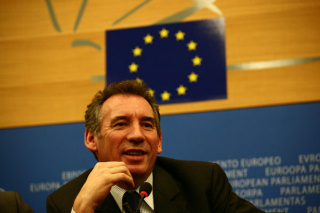
François Bayrou en 2007.

François Bayrou et le MoDem s'inscrivent dans la tradition europhile du centre français et de la démocratie chrétienne. Il est député européen de 1999 à 2002.
En 2004, il affirme son opposition à l'entrée de la Turquie dans l'Union européenne et demande, en vain, un vote de l'Assemblée nationale sur cette question. Sa position change légèrement par la suite : lors d'un meeting en 2007, il affirme que des arguments importants pour l'adhésion de la Turquie à l'Union européenne n'ont pas été pris en considération. Il maintient son opposition initiale mais affirme : « il y avait des arguments pour [et] des gens qui avaient une autre vision de l'Europe que la sienne »[source insuffisante].
Il fait campagne en faveur du traité établissant une Constitution pour l'Europe, que les électeurs français consultés par référendum. Son programme pour l'élection présidentielle de 2007 milite pour la ratification d’« un texte, simple, lisible, court, sans ambiguïté, qui donnera forme aux principes d’une Union européenne sortie de ses paralysies et de ses impasses »[source insuffisante], qui devrait selon lui être accepté par un nouveau référendum en France.
En avril 2007, François Bayrou apporte son soutien à l'historien, intellectuel et député européen polonais Bronisław Geremek, figure du syndicat Solidarność menacé par les autorités de son pays. Il rend hommage l'année suivante à Bronisław Geremek, mort accidentellement.
Il vote au congrès pour la loi constitutionnelle de 2008, qui vise à permettre la ratification du traité de Lisbonne modifiant le traité sur l'Union européenne,.

## Polémiques et affaires judiciaires

### Affaire des assistants parlementaires au Parlement européen
Le 9 juin 2017, le parquet de Paris ouvre une enquête préliminaire pour « abus de confiance » et « recel » de ce délit. L'affaire porte sur des soupçons d'emplois fictifs concernant les assistants parlementaires des députés européens du  MoDem siégeant au Parlement européen, soit l'utilisation de fonds européens pour rémunérer des collaborateurs travaillant en réalité pour le MoDem. Elle concerne onze contrats présumés frauduleux pour un montant total entre 293 000 et 350 000 euros. En mars 2023, François Bayrou est renvoyé devant le tribunal correctionnel ; selon l'ordonnance des juges d'instruction, il « apparaît comme le décideur et le responsable de la mise en place et du fonctionnement du système frauduleux ».
Avec dix autres cadres et élus centristes, François Bayrou est jugé en première instance en octobre et novembre 2023,. Il nie l'existence du « système » dont on l'accuse. Le parquet requiert à son encontre 30 mois de prison avec sursis, 70 000 € d’amende et trois ans d’inéligibilité avec sursis,,. Le 5 février 2024, il est relaxé au bénéfice du doute : le tribunal considère que bien qu'il soit « très probable » que les actes de trois prévenus aient été commis avec l'autorisation de François Bayrou, « il n'est pas rapporté la preuve de cette autorisation »,,. Deux personnes sont également relaxées mais les huit autres, dont cinq ex-eurodéputés, sont condamnées. Enfin, le MoDem est condamné à 350 000 euros d'amende,.
En février 2024, le parquet de Paris fait appel de la décision du tribunal correctionnel, estimant que « les faits caractérisent les infractions reprochées et que les preuves de ces délits sont réunies contre tous les prévenus »,.

### Accusations de mensonges dans l'affaire Bétharram
Dans l'affaire Bétharram, François Bayrou conteste en mars 2024 avoir eu connaissance de la teneur des accusations, à l'époque où il était ministre de l’Éducation nationale, et se défend d'avoir interféré alors dans cette affaire,.
Mediapart révèle le 5 février 2025 qu'il a été informé dès 1996 d'un cas de graves violences sur un élève par un surveillant général et qu'il aurait par ailleurs été alerté par une enseignante, Françoise Gullung. Il a aussi rencontré à sa demande le juge d'instruction saisi d'une affaire de violences sexuelles dans l'établissement en 1998,,,. François Bayrou avait à l'époque défendu l'institution, où sa femme était catéchiste et où l'un de ses fils était scolarisé, en parlant d'« attaques » contre l'établissement, comme l'atteste un article de Sud Ouest de l'époque. Mediapart révèle également que François Bayrou a été destinataire en mars 2024 d'une lettre écrite par Jean-Marie Delbos, l'une des victimes reconnues par la Commission reconnaissance et réparation, âgée de 78 ans, témoignant de ce qu'il a vécu et soulignant la responsabilité de « notables locaux » dans l'omertà qui a durablement entouré l'institution.
Interrogé par le député LFI Paul Vannier lors des questions d'actualité au gouvernement à l'Assemblée nationale du 11 février 2025, François Bayrou affirme n’avoir « jamais été informé de violences, et a fortiori de violences sexuelles », dans l'établissement scolaire privé catholique, et annonce son intention de porter plainte pour diffamation, sans préciser qui serait visé par cette plainte. Pour prouver son ignorance des faits, il affirme que la première plainte pour des violences physiques a été déposée vers « décembre 1997 » alors qu'il avait « déjà quitté le ministère de l'Éducation nationale depuis des mois », ce que dément Mediapart, et il déclare qu'il n'y aurait pas scolarisé ses propres enfants s'il avait été au courant de quoi que ce soit. Le Figaro révèle le 14 février le contenu d'un rapport d'inspection de l'établissement diligenté en 1996 par l’Éducation nationale qui indique qu'il ne s'agissait « pas d'un établissement où les élèves sont brutalisés ».
Après une rencontre avec un collectif de victimes le 15 février 2025, François Bayrou s'engage à « détacher des magistrats » supplémentaires au sein du parquet de Pau afin d’« aller au bout du travail » d’enquête.
Dans une interview donnée à Mediapart le 20 février, Françoise Gullung, ancienne professeure de mathématiques au collège de 1994 à 1996, met en cause Elisabeth Bayrou, qui aurait refusé d'intervenir pour protéger un enfant « cogné » par un membre de l’encadrement, et affirme que François Bayrou ne pouvait ignorer ce qui se passait, ce que confirme un autre élève. Pour sa part, François Bayrou dénonce une « mécanique du scandale » et une attaque politique,. En réponse, Mediapart affirme que « le gouvernement s’attaque à la lanceuse d’alerte ». Blast révèle que François Bayrou aurait étouffé une autre affaire de violence sexuelle sur mineur à Bergerac.
François Bayrou est auditionné le 14 mai 2025 par une commission d’enquête parlementaire « sur les modalités du contrôle par l’État et de la prévention des violences dans les établissements scolaires » publics comme privés, présidée par la députée Fatiha Keloua Hachi (PS) et dont les députés Violette Spillebout (Ensemble) et Paul Vannier sont les rapporteurs.

## Détail des mandats et fonctions

### Au sein de l’exécutif

#### Premier ministre
- Depuis le 13 décembre 2024 : Premier ministre.

#### Ministre
- 30 mars 1993 – 11 mai 1995 : ministre de l'Éducation nationale du gouvernement Balladur.
- 18 mai – 7 novembre 1995 : ministre de l'Éducation nationale, de l'Enseignement supérieur, de la Recherche et de l'Insertion professionnelle du premier gouvernement Juppé.
- 7 novembre 1995 – 2 juin 1997 : ministre de l'Éducation nationale, de l'Enseignement supérieur et de la Recherche du second gouvernement Juppé.
- 17 mai 2017 – 21 juin 2017 : ministre d'État, garde des Sceaux, ministre de la Justice du premier gouvernement Philippe.

#### Haut-commissaire
- 3 septembre 2020 – 5 mars 2025 : haut-commissaire au plan[265].

### À l'Assemblée nationale
- 2 avril 1986 – 14 mai 1988 : député des Pyrénées-Atlantiques.
- 23 juin 1988 – 1er mai 1993 : député de la 2e circonscription des Pyrénées-Atlantiques.
- 12 juin 1997 – 21 décembre 1999 : député de la 2e circonscription des Pyrénées-Atlantiques ; président du groupe UDF (1997-1998).
- 19 juin 2002 – 19 juin 2012 : député de la 2e circonscription des Pyrénées-Atlantiques.

### Au Parlement européen
- 20 juillet 1999 – 16 juin 2002 : député européen (démissionne afin de revenir à l'Assemblée nationale).

### Au niveau local

#### Conseil municipal
- 14 mars 1983 – 1er avril 1993 : conseiller municipal de Pau.
- Depuis le 17 mars 2008 : conseiller municipal de Pau.
- Depuis le 4 avril 2014 : maire de Pau[126].

#### Conseil général
- 26 mars 1982 – 21 mars 2008 : conseiller général des Pyrénées-Atlantiques (élu dans le canton de Pau-Sud).
- 2 avril 1992 – 23 mars 2001 : président du conseil général des Pyrénées-Atlantiques[266].

#### Intercommunalité
- Depuis le 14 avril 2014 : président de la communauté d'agglomération de Pau-Pyrénées.

### Au sein de partis politiques
- 10 décembre 1994 – 24 novembre 1995 : président du Centre des démocrates sociaux (CDS).
- 24 novembre 1995 – 16 septembre 1998 : président de Force démocrate (FD).
- 16 septembre 1998 – 30 novembre 2007 : président de l'Union pour la démocratie française (UDF).
- Depuis le 9 décembre 2004 : président du Parti démocrate européen (PDE).
- Depuis le 10 mai 2007 : président du Mouvement démocrate (MoDem).

### Autres
- 1986-1993 : président du Groupe permanent de lutte contre l'illettrisme (GPLI).

## Synthèse des résultats électoraux

### Élections présidentielles
| Année | Parti     | Parti | Premier tour | Premier tour | Premier tour |
| Année | Parti     | Parti | Voix         | %            | Rang         |
| ----- | --------- | ----- | ------------ | ------------ | ------------ |
| 2002  |           | UDF   | 1 949 170    | 6,84         | 4e           |
| 2007  | 6 820 119 | UDF   | 18,57        | 3e           |              |
| 2012  |           | MoDem | 3 275 122    | 9,13         | 5e           |

### Élections législatives
| Année | Parti                             | Parti   | Circonscription      | 1er tour              | 1er tour              | 1er tour              | 2d tour               | 2d tour               | 2d tour               | 2d tour |
| Année | Parti                             | Parti   | Circonscription      | Voix                  | %                     | Rang                  | Voix                  | %                     | Rang                  | Issue   |
| ----- | --------------------------------- | ------- | -------------------- | --------------------- | --------------------- | --------------------- | --------------------- | --------------------- | --------------------- | ------- |
| 1986  |                                   | UDF-CDS | Pyrénées-Atlantiques | Scrutin proportionnel | Scrutin proportionnel | Scrutin proportionnel | Scrutin proportionnel | Scrutin proportionnel | Scrutin proportionnel | Élu     |
| 1988  | Deuxième des Pyrénées-Atlantiques | UDF-CDS | 17 334               | 41,51                 | 2e                    | 23 789                | 50,70                 | 1er                   | Élu                   |         |
| 1993  | Deuxième des Pyrénées-Atlantiques | UDF-CDS | 20 111               | 46,49                 | 1er                   | 26 486                | 61,22                 | 1er                   | Élu                   |         |
| 1997  | Deuxième des Pyrénées-Atlantiques | UDF-FD  | 17 367               | 39,64                 | 1er                   | 23 845                | 50,93                 | 1er                   | Élu                   |         |
| 2002  | Deuxième des Pyrénées-Atlantiques | UDF     | 20 425               | 41,79                 | 1er                   | 25 106                | 55,58                 | 1er                   | Élu                   |         |
| 2007  | Deuxième des Pyrénées-Atlantiques |         | MoDem                | 18 250                | 37,25                 | 1er                   | 25 677                | 61,20                 | 1er                   | Élu     |
| 2012  | Deuxième des Pyrénées-Atlantiques | 11 348  | MoDem                | 23,63                 | 2e                    | 14 169                | 30,17                 | 2e                    | Battu                 |         |

### Élections européennes
Les résultats ci-dessous concernent uniquement les élections où il est tête de liste.
| Année | Parti | Parti | Circonscription | Voix      | %    | Rang | Sièges obtenus |
| ----- | ----- | ----- | --------------- | --------- | ---- | ---- | -------------- |
| 1999  |       | UDF   | France          | 1 639 049 | 9,28 | 5e   | 9 / 87         |

### Élections régionales
Les résultats ci-dessous concernent uniquement les élections où il est tête de liste.
| Année | Parti | Parti | Région    | 1er tour | 1er tour | 1er tour | 2d tour                                   | 2d tour                                   |
| Année | Parti | Parti | Région    | Voix     | %        | Rang     | 2d tour                                   | 2d tour                                   |
| ----- | ----- | ----- | --------- | -------- | -------- | -------- | ----------------------------------------- | ----------------------------------------- |
| 2004  |       | DVD   | Aquitaine | 215 796  | 16,06    | 3e       | Fusion avec la liste UMP de Xavier Darcos | Fusion avec la liste UMP de Xavier Darcos |

### Élections municipales
Les résultats ci-dessous concernent uniquement les élections où il est tête de liste.
| Année | Commune | Nuance | Nuance | 1er tour, | 1er tour, | 1er tour, | 2d tour, | 2d tour, | 2d tour,               | Issue (maire) |
| Année | Commune | Nuance | Nuance | Voix      | %         | Rang      | Voix     | %        | Conseillers municipaux | Issue (maire) |
| ----- | ------- | ------ | ------ | --------- | --------- | --------- | -------- | -------- | ---------------------- | ------------- |
| 1989  | Pau     |        | UD     | 13 760    | 39,84     | 2e        | 16 956   | 47,56    | 12 / 53                | Battu         |
| 2008  | Pau     |        | CMD    | 11 149    | 32,61     | 2e        | 13 974   | 38,81    | 9 / 49                 | Battu         |
| 2014  | Pau     | UC     | 12 749 | 41,85     | 1er       | 18 388    | 62,95    | 40 / 49  | Élu                    |               |
| 2020  | Pau     | DVC    | 7 235  | 45,83     | 1er       | 9 388     | 55,46    | 38 / 49  | Élu                    |               |

## Dans la fiction
Dans son roman d'anticipation Soumission (2015) se déroulant en 2022, Michel Houellebecq fait de François Bayrou le Premier ministre de la France.
Dans l'émission satirique Les Guignols de l'info, François Bayrou est représenté comme un benêt ; celui-ci affirme, ayant tardivement pris connaissance du personnage, qu'il a été tenté d'arrêter sa carrière politique,.
Au Groland (pays fictif d'émissions de Canal+), Emmanuel Micron a pour premier ministre François Déroute.

## Décorations
Le 13 juin 2025, François Bayrou est élevé ex officio, en tant que Premier ministre ayant exercé ses fonctions durant plus de six mois, à la dignité de Grand-croix de l'ordre national du Mérite.
Le 29 décembre 2022, François Bayrou est nommé au grade d'officier dans l'ordre national de la Légion d'honneur au titre de « ancien ministre d'État, ancien député des Pyrénées-Atlantiques, maire de Pau, haut-commissaire au Plan ; 48 ans de services ».
Le 8 octobre 1997, François Bayrou est promu au grade de commandeur de l'ordre des Palmes académiques au titre d'« ancien ministre de l'Éducation nationale, de l'Enseignement supérieur et de la Recherche ».

## Activités sur YouTube
Le 4 août 2025, François Bayrou lance sa chaîne YouTube, intitulée "François Bayrou - FB Direct", ou il présentera une émission du même nom, il publie la premiere video le jour suivant sa création, soit le 5 août 2025. Il parle alors de "Communication directe" avec les Français et Françaises afin de défendre son budget.
Cette initiative de présence sur la platefrome à été très mal reçue par un grand nombre d'internautes.
Le 7 août 2025, 4 épisodes sont publiés. Les épisodes 1, 2 et 3 et un hors-série dans lequel il se rend aux incendies de l'Aude

## Publications

### Correspondance
Une grande partie de la correspondance de François Bayrou est conservée aux Archives nationales sous la cote 692AP.

### Ouvrages édités
- François Bayrou, 1990-2000 : La Décennie des mal-appris, Paris, Flammarion, 1990, 228 p. (ISBN 978-2-08066-472-3).
- François Bayrou, Henri IV, le Roi libre, Flammarion, coll. « Grandes biographies », 1993, 542 p. (ISBN 978-2-08066-821-9) – prix Hugues-Capet remis par le comte de Paris en 1994[2].
- Le Droit au sens, Flammarion, 1996  (ISBN 978-2-08067-204-9).
- Henri IV raconté par François Bayrou, Perrin jeunesse, 1998  (ISBN 978-2-26201-301-1).
- Ils portaient l'écharpe blanche : l'aventure des premiers réformés, des Guerres de religion à l'édit de Nantes, de la Révocation à la Révolution, Grasset, 1998  (ISBN 978-2-24655-981-8)[282].
- Hors des sentiers battus : entretiens avec Sylvie Pierre-Brossolette, Hachette littératures, 1999  (ISBN 978-2-01235-258-2).
- Relève, Grasset, 2001,  (ISBN 978-2-24661-821-8)[283].
- Avec Nadine-Josette Chaline et Dominique Baudis, Jean Lecanuet : témoignages de François Bayrou et Dominique Baudis, Beauchesne, 2003  (ISBN 978-2-70101-405-0).
- Oui : Plaidoyer pour la Constitution européenne, Plon, 2005  (ISBN 978-2-25920-183-4).
- Au nom du Tiers-État, Hachette Littératures, 2006  (ISBN 978-2-01237-250-4). Recueil de discours
- Projet d'Espoir, Plon, 2007  (ISBN 978-2-25920-162-9).
- Abus de pouvoir, Plon, 2009  (ISBN 978-2-25920-876-5).
- Avec Thierry Issartel, Jean-Pierre Bouchard, et al., « Henri IV : les clés d’un règne », éditions Gascogne, 2010.
- 2012. État d'urgence, Plon, 2011  (ISBN 978-2-25921-661-6).
- La France solidaire, Plon, 2012  (ISBN 978-2-25921-801-6).
- De la vérité en politique, Plon, 2013  (ISBN 2-259-22021-5).
- Résolution française, éditions de l'Observatoire, 2017.